# 嬉野市
嬉野市（うれしのし）は、佐賀県の西部に位置する市。県内地域区分では杵藤地域に属する。嬉野温泉と古い町並み塩田津が所在している。

## 地理

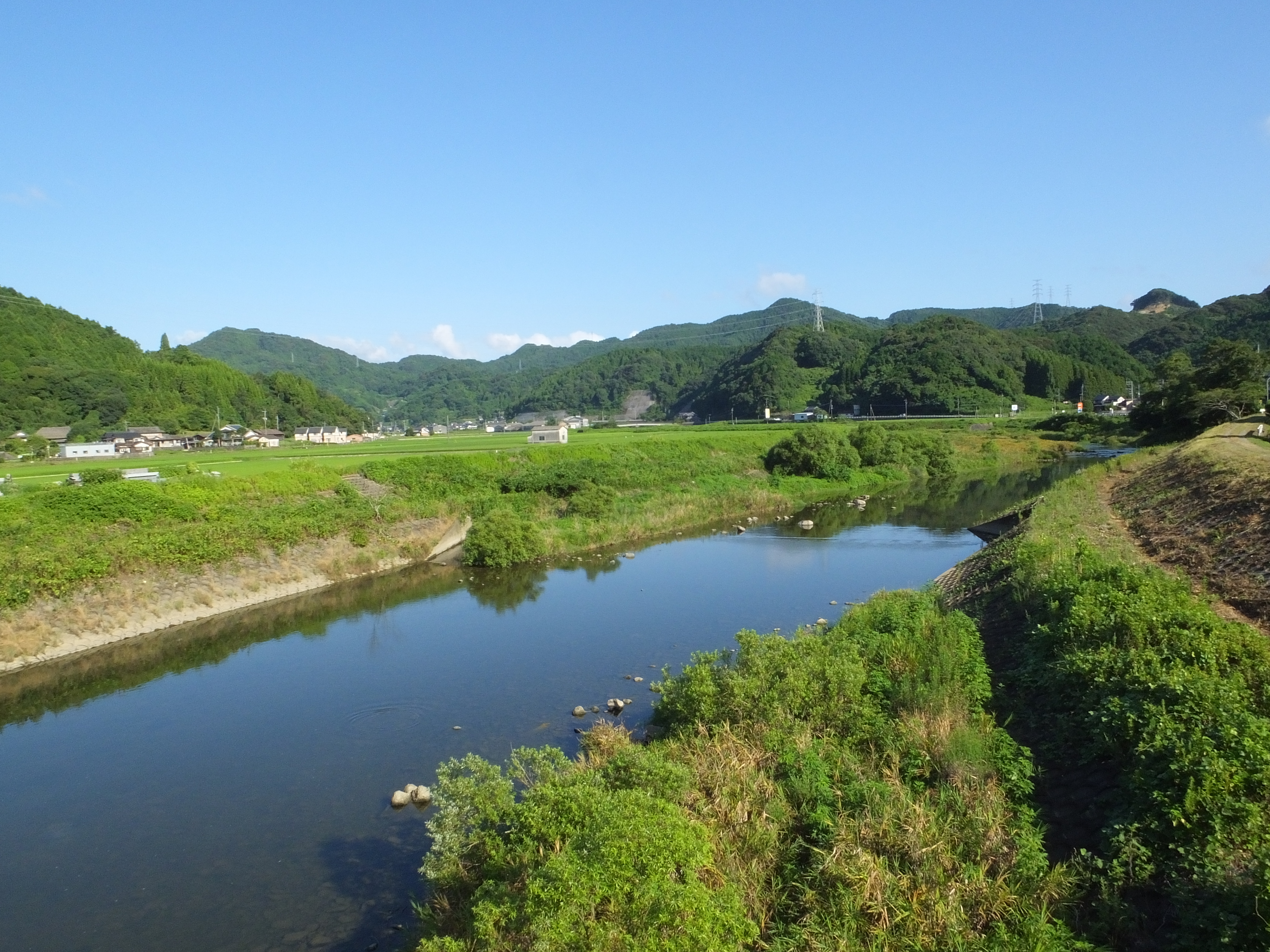
塩田川・前郷橋上流

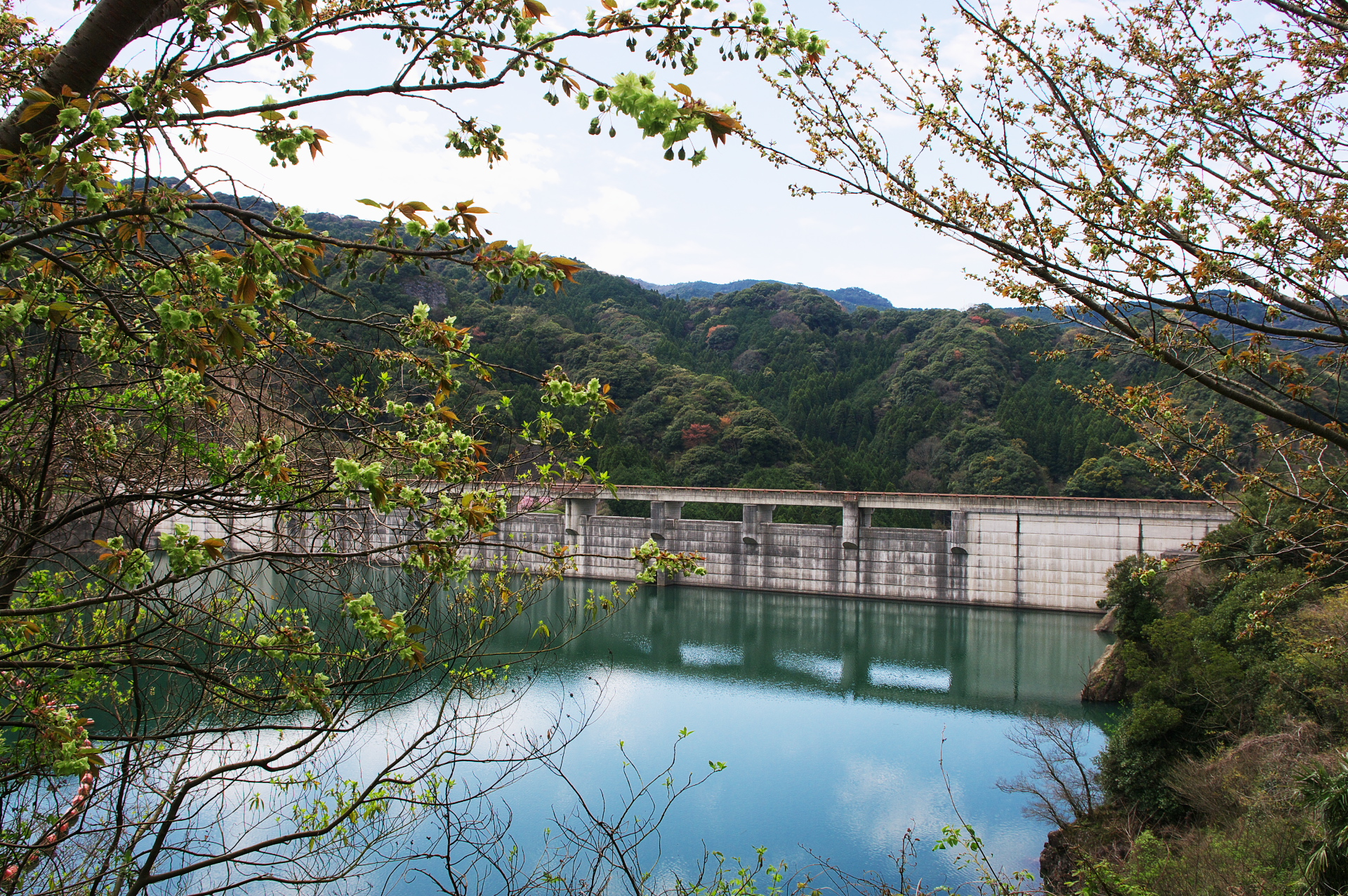
横竹ダムと御衣黄桜

ほぼ全域が周囲を比較的緩やかな山に囲まれた盆地で、東部の一部が白石平野に属する。

### 地形
- 山岳:国見岳(813m)・虚空蔵山 (608.5m)・唐泉山 (410m)・杵島山(345m)・飯盛山 (318m)・篠岳(313.6m)・虚空蔵山(塩田) (288m)
- 河川:嬉野川・下宿川・岩屋川内川・塩田川・鹿島川
- 湖沼:広川原池・牟田池・岩屋川内ダム・横竹ダム

### 気候
| 嬉野（1991年 - 2020年）の気候      | 嬉野（1991年 - 2020年）の気候 | 嬉野（1991年 - 2020年）の気候 | 嬉野（1991年 - 2020年）の気候 | 嬉野（1991年 - 2020年）の気候 | 嬉野（1991年 - 2020年）の気候 | 嬉野（1991年 - 2020年）の気候 | 嬉野（1991年 - 2020年）の気候 | 嬉野（1991年 - 2020年）の気候 | 嬉野（1991年 - 2020年）の気候 | 嬉野（1991年 - 2020年）の気候 | 嬉野（1991年 - 2020年）の気候 | 嬉野（1991年 - 2020年）の気候 | 嬉野（1991年 - 2020年）の気候 |
| 月                                 | 1月                           | 2月                           | 3月                           | 4月                           | 5月                           | 6月                           | 7月                           | 8月                           | 9月                           | 10月                          | 11月                          | 12月                          | 年                            |
| ---------------------------------- | ----------------------------- | ----------------------------- | ----------------------------- | ----------------------------- | ----------------------------- | ----------------------------- | ----------------------------- | ----------------------------- | ----------------------------- | ----------------------------- | ----------------------------- | ----------------------------- | ----------------------------- |
| 最高気温記録 °C （°F）             | 19.5 (67.1)                   | 22.1 (71.8)                   | 24.7 (76.5)                   | 29.8 (85.6)                   | 34.2 (93.6)                   | 35.8 (96.4)                   | 38.5 (101.3)                  | 39.0 (102.2)                  | 37.3 (99.1)                   | 32.5 (90.5)                   | 27.9 (82.2)                   | 23.2 (73.8)                   | 39.0 (102.2)                  |
| 平均最高気温 °C （°F）             | 9.5 (49.1)                    | 11.2 (52.2)                   | 14.7 (58.5)                   | 20.1 (68.2)                   | 24.7 (76.5)                   | 27.0 (80.6)                   | 30.5 (86.9)                   | 32.1 (89.8)                   | 28.3 (82.9)                   | 23.3 (73.9)                   | 17.3 (63.1)                   | 11.6 (52.9)                   | 20.9 (69.6)                   |
| 日平均気温 °C （°F）               | 4.5 (40.1)                    | 5.6 (42.1)                    | 8.9 (48)                      | 13.8 (56.8)                   | 18.4 (65.1)                   | 21.9 (71.4)                   | 26.0 (78.8)                   | 26.6 (79.9)                   | 22.8 (73)                     | 17.2 (63)                     | 11.5 (52.7)                   | 6.4 (43.5)                    | 15.3 (59.5)                   |
| 平均最低気温 °C （°F）             | 0.2 (32.4)                    | 0.7 (33.3)                    | 3.6 (38.5)                    | 8.0 (46.4)                    | 12.8 (55)                     | 18.0 (64.4)                   | 22.5 (72.5)                   | 22.8 (73)                     | 18.7 (65.7)                   | 12.3 (54.1)                   | 6.8 (44.2)                    | 1.9 (35.4)                    | 10.7 (51.3)                   |
| 最低気温記録 °C （°F）             | −6.8 (19.8)                   | −7.3 (18.9)                   | −4.8 (23.4)                   | −2.2 (28)                     | 4.2 (39.6)                    | 8.3 (46.9)                    | 12.9 (55.2)                   | 15.5 (59.9)                   | 5.8 (42.4)                    | 1.2 (34.2)                    | −2.0 (28.4)                   | −5.6 (21.9)                   | −7.3 (18.9)                   |
| 降水量 mm （inch）                 | 71.5 (2.815)                  | 96.1 (3.783)                  | 152.7 (6.012)                 | 194.1 (7.642)                 | 207.4 (8.165)                 | 396.7 (15.618)                | 400.6 (15.772)                | 277.7 (10.933)                | 227.9 (8.972)                 | 111.6 (4.394)                 | 109.4 (4.307)                 | 78.2 (3.079)                  | 2,323.7 (91.484)              |
| 平均降水日数 （≥1.0 mm）           | 8.6                           | 8.6                           | 10.8                          | 10.2                          | 9.5                           | 14.2                          | 13.7                          | 11.4                          | 9.8                           | 6.5                           | 8.4                           | 8.3                           | 120.0                         |
| 平均月間日照時間                   | 112.8                         | 128.5                         | 162.3                         | 182.9                         | 191.9                         | 121.7                         | 158.7                         | 197.4                         | 167.2                         | 180.9                         | 145.0                         | 121.2                         | 1,870.6                       |
| 出典1：Japan Meteorological Agency |                               |                               |                               |                               |                               |                               |                               |                               |                               |                               |                               |                               |                               |
| 出典2：気象庁                      |                               |                               |                               |                               |                               |                               |                               |                               |                               |                               |                               |                               |                               |

### 隣接する自治体
佐賀県
- 武雄市
- 鹿島市
- 杵島郡白石町

長崎県
- 大村市
- 東彼杵郡東彼杵町・川棚町・波佐見町

## 地域

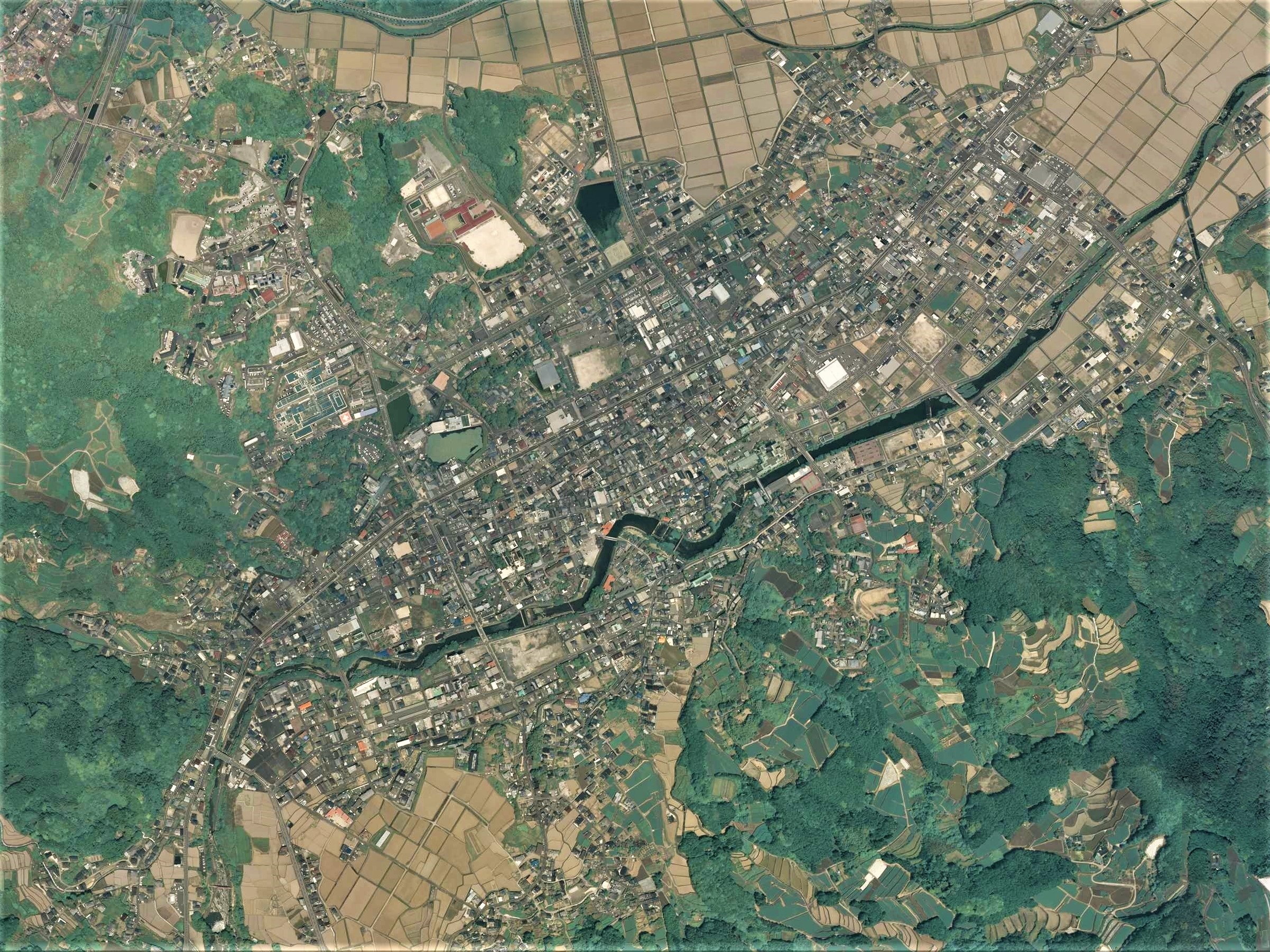
旧嬉野町中心部周辺の空中写真。
2013年5月24日撮影の2枚を合成作成。。

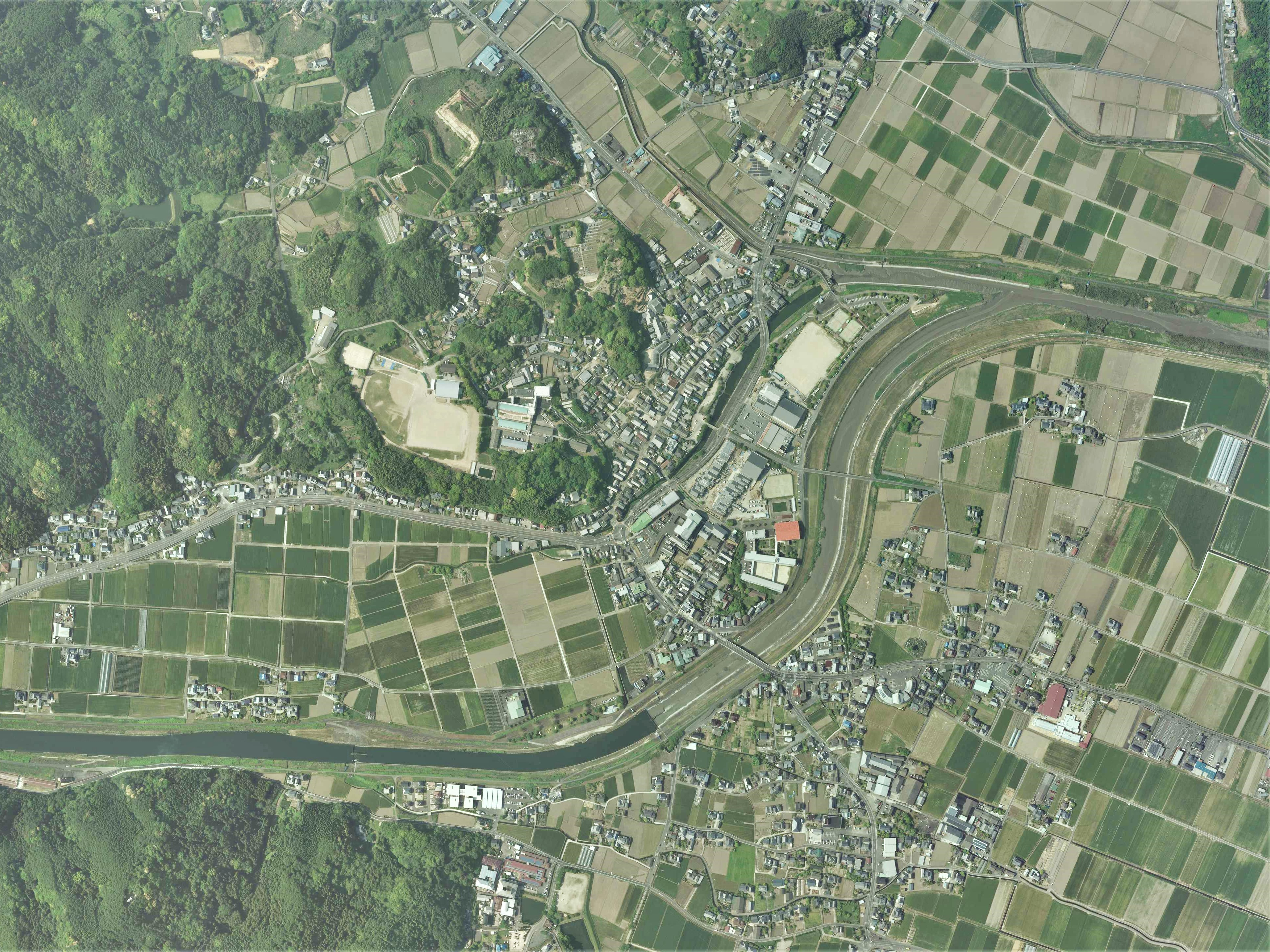
旧塩田町中心部周辺の空中写真。
2014年5月4日撮影。。

嬉野市は嬉野町・塩田町の2町が合併して発足しており、旧自治体を引き継いだ2町を設置し、その下に旧来の大字を続けており、嬉野市○○町大字××の形となっている。さらに大字の後ろに甲～丁の地番符号がつき(真崎を除く)、その後ろに番地がつくようになっている。
また、これとは別に、通常、住所には表記されないが、生活上の単位として集落ごとに行政区が設置されている。おおよそ地番符号ごとに行政区も設置されているため(ただし、川などの地理的な境界を用いている場合もあるため、必ずしも一致しないことがある)、それも併せて示す。
| 町     | 面積/km2 | 世帯 | 人口  | 位置     | 大字(行政区) |
| ------ | -------- | ---- | ----- | -------- | --- |
| 嬉野町 | 080.46   | 6433 | 17267 | 西から南 | 旧西嬉野村:下宿(甲[下宿・今寺]、乙[温泉1～4区]、丙[湯野田]、丁[内野]) 旧西嬉野村:不動山(甲[下不動・中不動・大舟]、乙[上不動]、丙[俵坂・丹生川]) 旧東嬉野村:岩屋川内(甲[下岩屋1～3区]、乙[上岩屋]、丙[大野原]) 旧東嬉野村:下野(甲[下野・井手川内]、乙[下吉田]、丙[式浪・三坂]) 旧吉田村:吉田(甲[東吉田・両岩]、乙[上吉田・春日]、丙[真上吉田・峰川原]、丁[皿屋・納戸料・西川内・西吉田]) |
| 塩田町 | 046.05   | 3504 | 11088 | 北東     | 旧塩田村:大草野(甲[南上・南下]、丙[角ノ谷・五代・長谷・辺田・万才]) 旧塩田村:馬場下(甲[塩田・下野辺田・布手・原町・町分・宮ノ元・本谷]、乙[塩吹・鍋野]、丙[畦川内]) 旧五町田村:五町田(甲[五町田第1～5・袋]、乙[熊野・谷・辺田・南]) 旧五町田村:谷所(甲・乙を跨ぐ[鳥越・鳥坂・永石・山口]、甲[下童・平山]、乙[石垣上・石垣下・三ケ崎・茂手・新村]、丙[殿ノ木庭]) 旧五町田村:真崎(大牟田・福富・真崎) 旧久間村:久間(甲[北志田・冬野・南志田・南下久間(東半)]、乙[北下久間・中久間・西山・のぞえ・光武・南下久間(西半)]、丙[牛坂・堤ノ上・中通]、丁[牛間田]) |
| 計     | 126.51   | 9937 | 28355 |          | |

1. 1 2  2012年12月31日
2. ↑  合併前は大字なし
3. ↑  乙は塩田町時代に嬉野町に編入され、下野丙にの一部となったため現存しない
4. ↑  合併前は大字なし

## 人口
| |                                        |  |
| 嬉野市と全国の年齢別人口分布（2005年） | 嬉野市の年齢・男女別人口分布（2005年） |  |
| ■紫色 ― 嬉野市 ■緑色 ― 日本全国 | ■青色 ― 男性 ■赤色 ― 女性              |  |
| 嬉野市（に相当する地域）の人口の推移 \| 1970年（昭和45年） \| 32,992人 \| \| \| 1975年（昭和50年） \| 32,107人 \| \| \| 1980年（昭和55年） \| 32,759人 \| \| \| 1985年（昭和60年） \| 32,983人 \| \| \| 1990年（平成2年） \| 32,421人 \| \| \| 1995年（平成7年） \| 32,389人 \| \| \| 2000年（平成12年） \| 31,324人 \| \| \| 2005年（平成17年） \| 30,392人 \| \| \| 2010年（平成22年） \| 28,984人 \| \| \| 2015年（平成27年） \| 27,336人 \| \| \| 2020年（令和2年） \| 25,848人 \| \| |                                        |  |
| 総務省統計局 国勢調査より |                                        |  |
| 1970年（昭和45年） | 32,992人                               |  |
| 1975年（昭和50年） | 32,107人                               |  |
| 1980年（昭和55年） | 32,759人                               |  |
| 1985年（昭和60年） | 32,983人                               |  |
| 1990年（平成2年） | 32,421人                               |  |
| 1995年（平成7年） | 32,389人                               |  |
| 2000年（平成12年） | 31,324人                               |  |
| 2005年（平成17年） | 30,392人                               |  |
| 2010年（平成22年） | 28,984人                               |  |
| 2015年（平成27年） | 27,336人                               |  |
| 2020年（令和2年） | 25,848人                               |  |

## 歴史

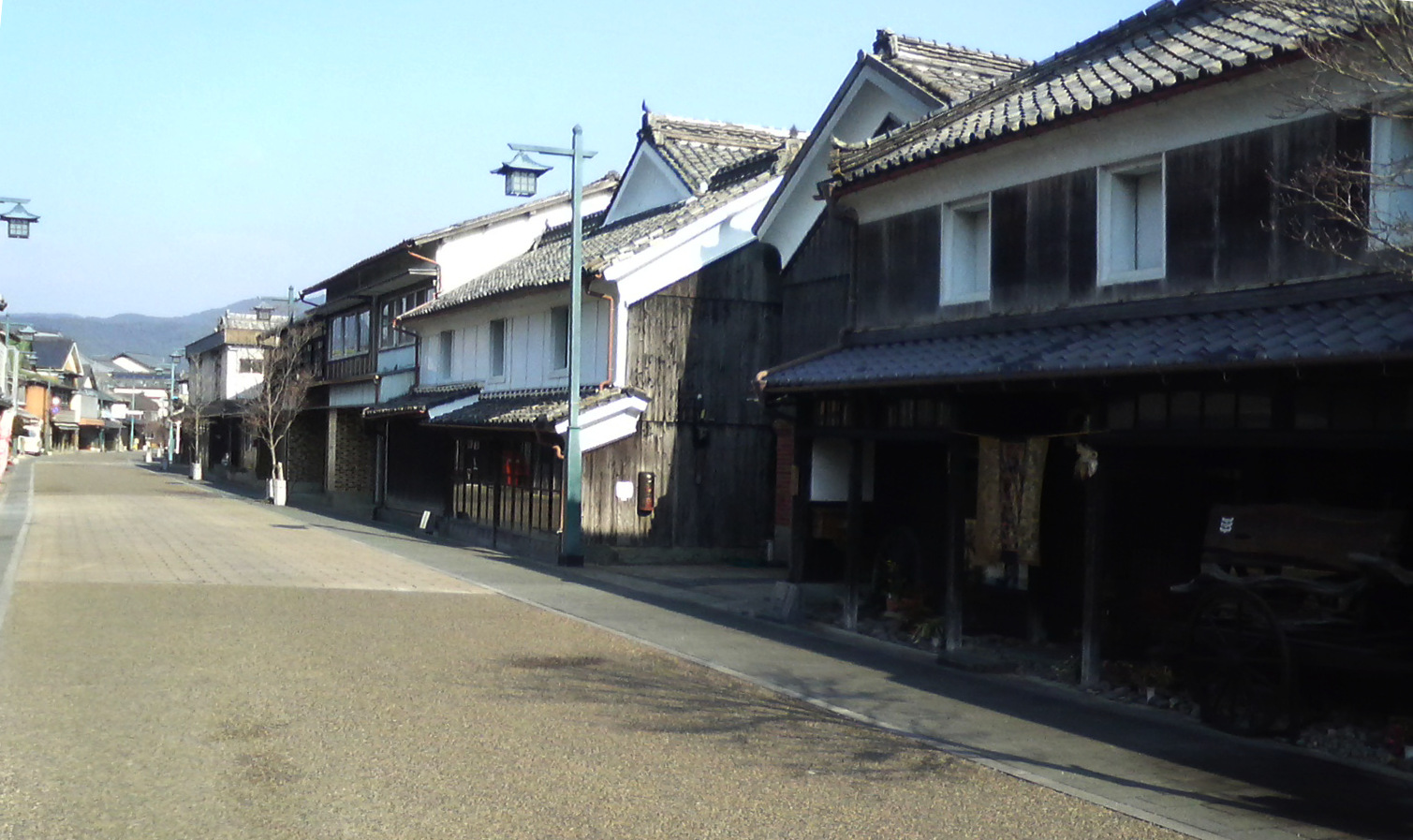
塩田津の町並み

### 古代
古墳時代、塩田町に古墳が分布するが嬉野町では古墳が未発見であるため、古墳時代当時塩田町において開発が進んでいたとされる。「国造本紀」によると葛津立国造の名が確認でき、嬉野市一帯は葛津立国と呼称されていたと推測されている。
奈良時代になると嬉野市域は鹿島市・太良町域とあわせ肥前国藤津郡となった。奈良時代に編纂された『肥前国風土記』には、塩田川に関する記述として「比川の源は、郡西南のかたなる託羅峯（たらのみね）より出て、東に流れて海に入る。潮の満時は、流れに逆いて沂洄る。流勢は太だ高し。因りて潮高満川（しほたかみつがわ）と曰う。今は訛りて塩田川と謂う。川源に渕有り、深さはニ丈で、石壁は嶮峻しく周匝は垣の如し、年魚（あゆ）多在り。また、東辺に温泉ありて、能く人の病を癒す。」とある。市内塩田町の地名の由来が、有明海の満潮時に塩田川の水位が高くなるという感潮河川の特性によることが分かる。また温泉は嬉野温泉を、渕は轟の滝を指すとされる。

### 中世
鎌倉時代、元寇襲来の合戦勲章として「宇礼志野（うれしの）」氏の名前が見え、これが地名「うれしの」の初現とされる。なお、地名「うれしの」の由来として、三韓征伐の帰途、この地に立ち寄った神功皇后が、白鶴が湯浴みをして傷を癒した様子を見て、兵士を浸からせたところ傷が治り「あな、うれしの」と発言したとの伝説があるが、神功皇后以外に、高祖太子（『大定寺旧記』）や老婆（『豊玉姫神社の社伝』）が同様に発言した伝説もあり、これらは地名「うれしの」が「嬉野」の文字になった後、類推されたもので、地名「うれしの」とは無関係とされる。むしろ、地名「うれしの」は『万葉集』に多くの用例がある端・末端・先端部を意味する「末（うれ）」、意味を強める助詞「し」、塩田川の水源地帯にある「野」という意味から「末（うれ）し野」と呼ばれていたものが後に変化した地名とされる。

### 近現代
- 1889年（明治22年）4月1日 - 町村制施行により、現在の市域にあたる以下の村が発足
  - 藤津郡西嬉野村・東嬉野村・吉田村・塩田村・久間村・五町田村

#### 西嬉野村→嬉野町（初代・2代・3代）
- 1929年（昭和4年）4月22日 - 【町制施行】西嬉野村→嬉野町
- 1933年（昭和8年）4月1日 - 【新設合併】嬉野町・東嬉野村→嬉野町
- 1949年（昭和24年）5月23日 - 町内に昭和天皇の戦後巡幸。国立嬉野病院を訪問して患者を慰問、県立茶業試験場を訪問して製茶工程を視察[7]。
- 1955年（昭和30年）4月1日 - 【新設合併】嬉野町・吉田村→嬉野町

#### 塩田村→塩田町
- 1918年（大正7年）10月5日 - 【町制施行】塩田村→塩田町
- 1956年（昭和31年）9月1日 - 【編入】久間村・五町田村→塩田町へ
- 2005年（平成17年）12月27日 - 塩田津が佐賀県2例目の国重要伝統的建造物群保存地区に選定。

#### 嬉野市
- 2006年（平成18年）1月1日 - 嬉野町・塩田町が新設合併・市制施行し、嬉野市発足。佐賀県で9番目の市として誕生した。

## 行政

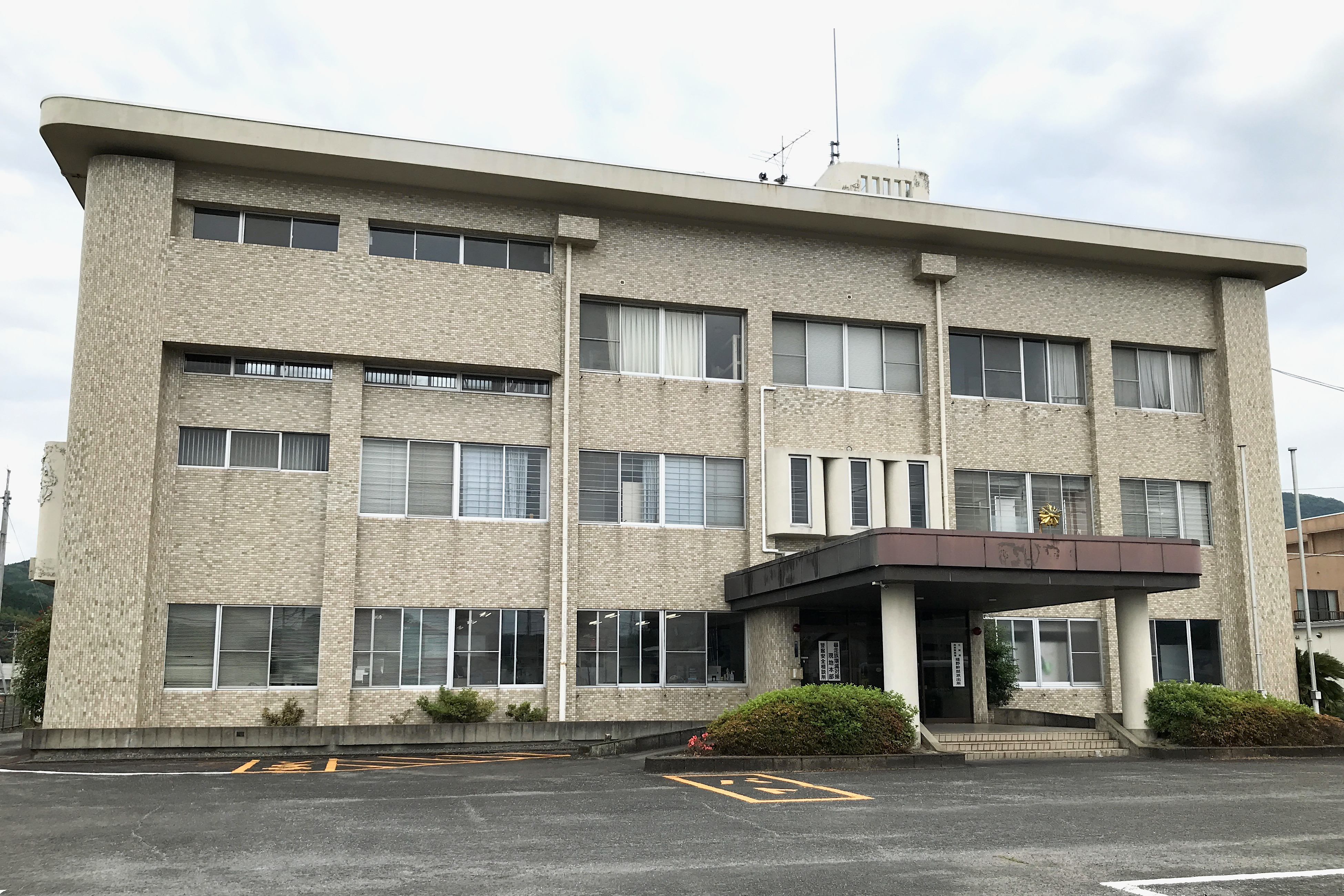
嬉野幹部派出所

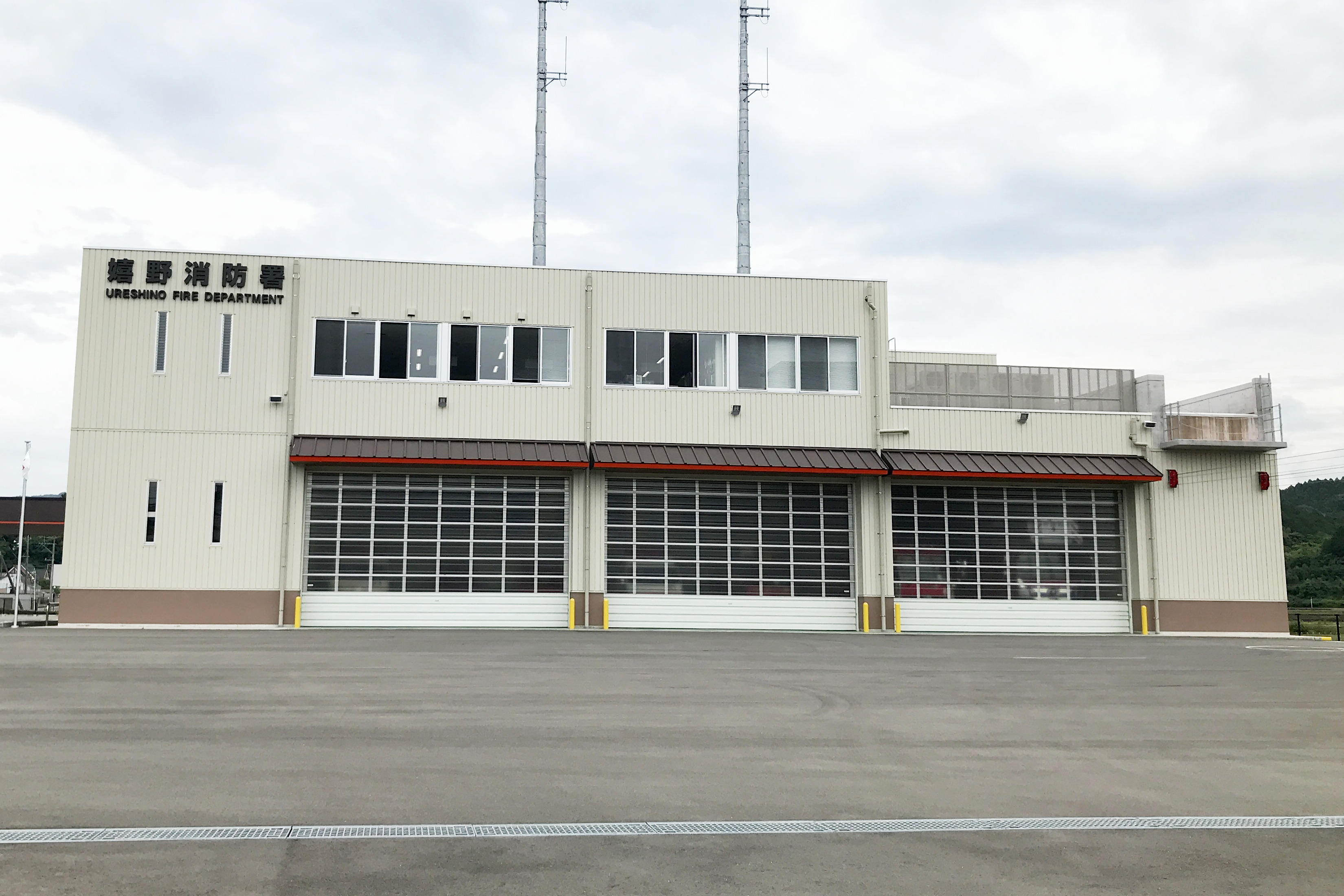
嬉野消防署

### 歴代市長
| 代   | 氏名       | 就任年月日   | 退任年月日   | 備考 |
| ---- | ---------- | ------------ | ------------ | ---- |
| 初-3 | 谷口太一郎 | 2006年2月5日 | 2018年2月4日 |      |
| 4-5  | 村上大祐   | 2018年2月5日 | 現職         |      |

### 議会
- 議会定数：16名[9]
- 任期：2022年（令和4年）2月5日 - 2026年（令和8年）2月4日[9]

### 市役所所在地
- 塩田庁舎（旧塩田町役場）：嬉野市塩田町大字馬場下甲1769番地
- 嬉野庁舎（旧嬉野町役場）：嬉野市嬉野町大字下宿乙1185番地

市役所は、人口が多かった旧嬉野町ではなく、旧塩田町におかれた。これは、対等合併前の合併協議会の中で、新しい自治体の名称に嬉野を使うならば本拠地(市役所本庁舎)は塩田町に置くことが合併の条件として協議が進められた経緯がある。また、旧塩田が先に村から町になったという歴史的経緯、加えて、旧嬉野町の役場がどちらかといえば老朽化していて、旧塩田町の役場が合併を基準日として直近に建て替えられ新しく、防災上有利な立場にあったことが影響した。なお、福岡県西方沖地震で旧嬉野町は震度5弱を記録した。

### マスコットキャラクター
ゆっつらくん
2012年（平成24年）1月28日から嬉野市のマスコットキャラクター。

### 国政
- 衆議院 - 嬉野市は、佐賀県第2区に含まれる。比例区では九州ブロックに属する。
- 参議院 - 嬉野市は、佐賀県選挙区（全県区、定数2議席）に属する。

### 県政・県の出先機関
嬉野市から選出される佐賀県議会議員の定数は1議席である。
出先機関
- 佐賀県茶業試験場

### 警察
鹿島警察署嬉野幹部派出所
かつては、旧嬉野町にも警察署が置かれていたが、2006年（平成18年）4月1日に佐賀県警察の組織再編により廃止され、塩田町との合併を考慮し同じ藤津地域である鹿島警察署に統合された。これにより、一部の届出は鹿島警察署へ出向かなければならなくなった。なお、市内の駐在所はそのまま残された。
- 駐在所
  - 今寺警察官駐在所
  - 不動山警察官駐在所
  - 吉田警察官駐在所
  - 大草野警察官駐在所
  - 塩田警察官駐在所
  - 五町田警察官駐在所
  - 久間警察官駐在所

### 消防
- 杵藤地区広域市町村圏組合消防本部
  - 嬉野消防署

## 産業
観光業と農業が盛んで、米、麦類のほかに嬉野茶の生産が盛ん。
観光
嬉野温泉には年間100万人以上の観光客が訪れる。

### 嬉野市に本社を置く企業
- 佐賀シール工業
- 瀬頭酒造
- 五町田酒造
- 一ノ瀬畜産

### 嬉野市に工場・事業所を置く企業
- ハヤテレ九州
- ユニバース九州工場

## 金融機関
- 佐賀銀行（2支店）嬉野支店、塩田支店
- 佐賀共栄銀行嬉野支店
- 十八親和銀行嬉野支店
- 九州ひぜん信用金庫嬉野支店
- 佐賀西信用組合（2支店）嬉野支店、塩田支店

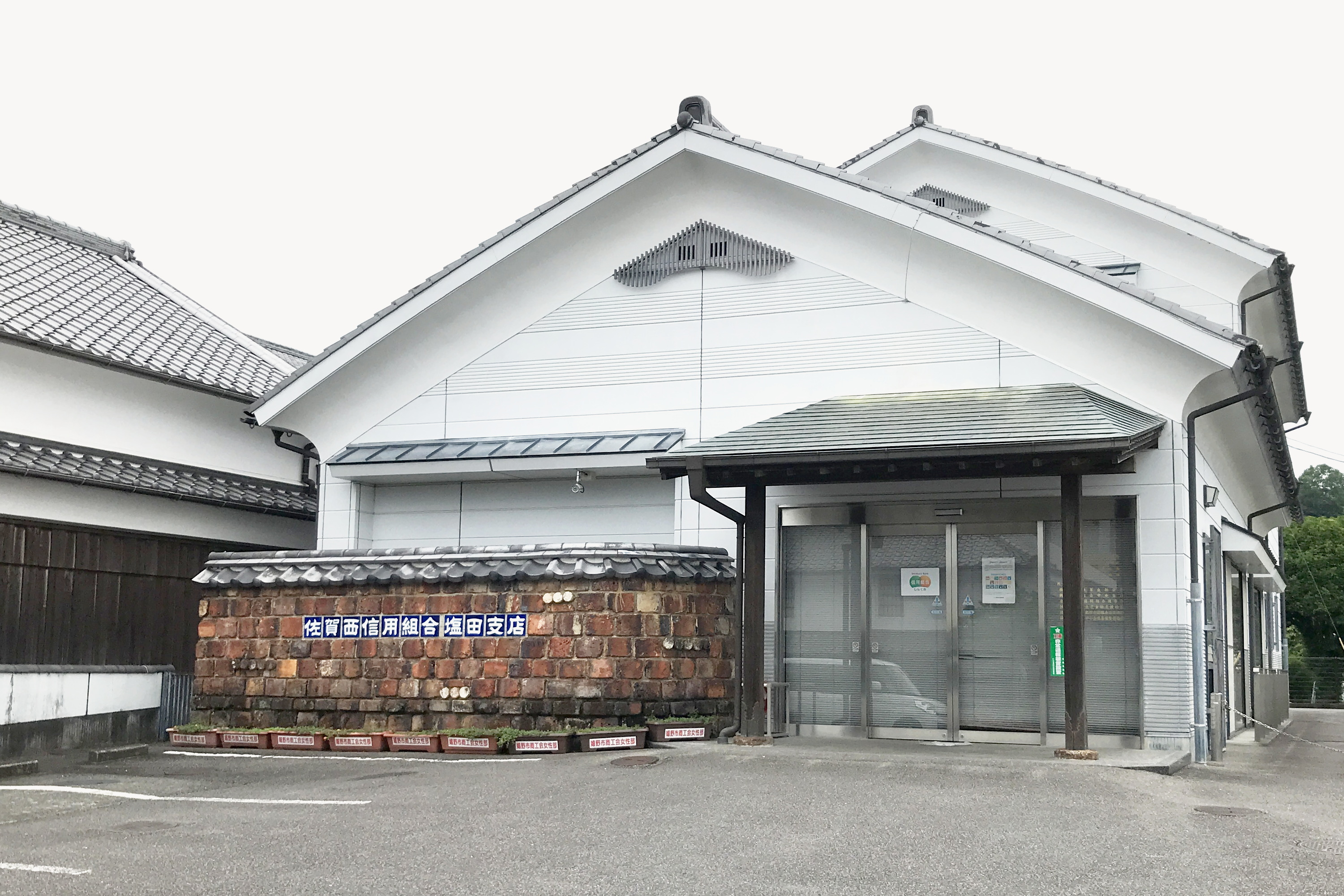
佐賀西信用組合塩田支店

- JAさが（JAバンク）2支所 - 嬉野支所、塩田支所

## 通信・放送

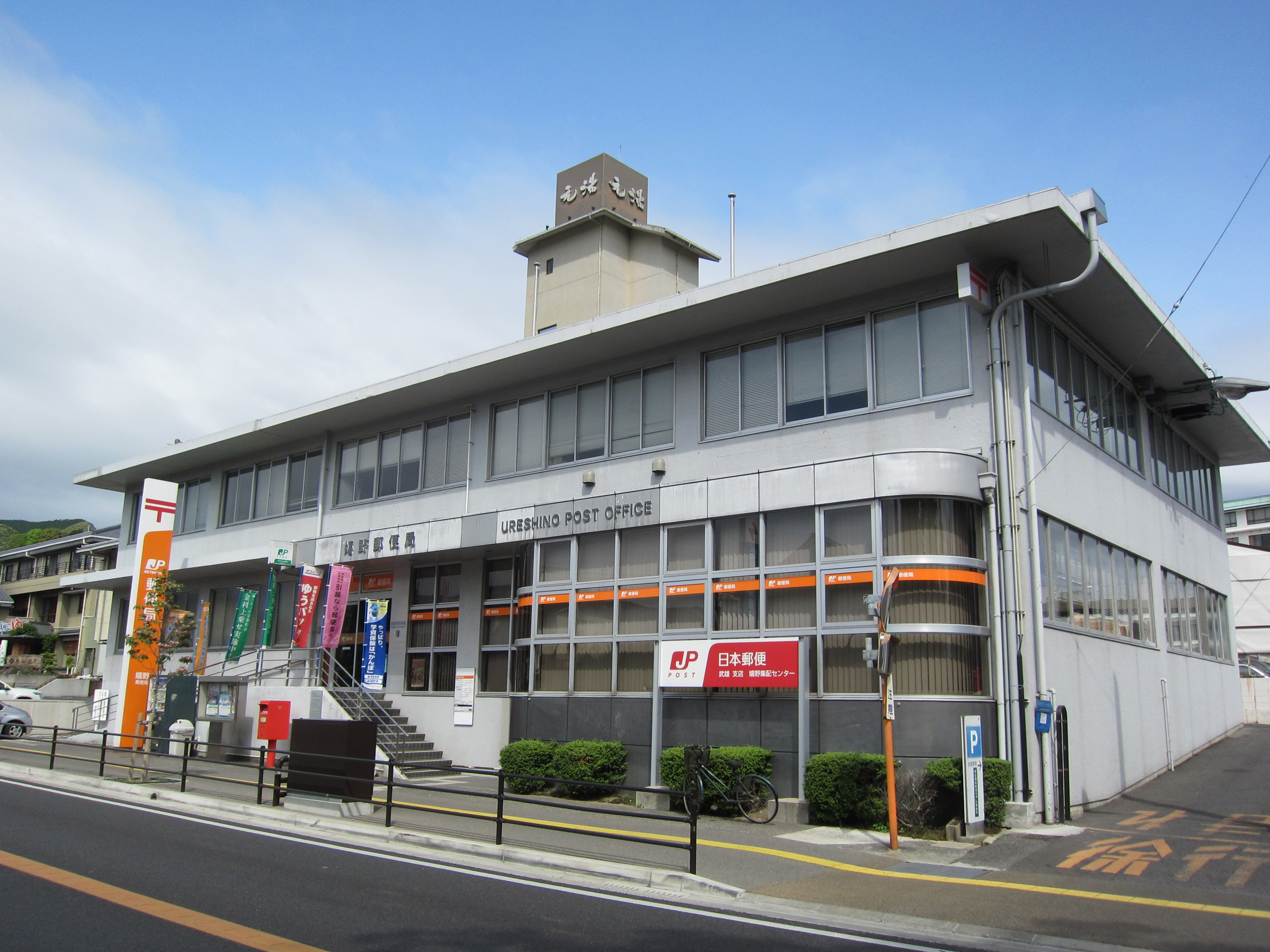
嬉野郵便局

嬉野市は、同じ藤津郡でありながら、旧嬉野町は武雄寄り、旧塩田町は鹿島寄りと、まるっきり異なる性格を有していた。そのことが、通信・放送の分野にも現れている。

### 郵便局
- 嬉野郵便局（集配局、〒843-03xx）
- 塩田郵便局（集配局、〒849-14xx）

- 吉田郵便局
- 久間郵便局

- 大草間郵便局
- 五町田郵便局

- 下宿簡易郵便局

- 不動山簡易郵便局

### 電話
NTT西日本のMA（単位料金区域）も、旧町により別箇となっている。
- 武雄MA（市内局番20 - 49） - 旧嬉野町
- 鹿島MA（市内局番60 - 79） - 旧塩田町

鹿島MAの番号変更により、市外局番は市内全域で「0954」となったが、上記の通りMAが異なっているため、旧町域をまたいで電話をかける場合は、従来通り市外局番からかける必要がある。

### 放送
市内には、NHK佐賀放送局とサガテレビが中継局を設置している。
- 嬉野中継局
- 西嬉野中継局（NHKのみ?）
- 塩田中継局

福岡・熊本両県の民放については、有明海に近い旧塩田町の一部ではアンテナを設置して視聴できる地域があるものの、旧嬉野町を含む内陸部など大半のエリアでは直接受信不可。このため、旧町域ごとにケーブルテレビ局があり、市内の大半をカバーする。
- テレビ九州（旧嬉野町）
- 藤津ケーブルビジョン（旧塩田町）

旧嬉野町の一部では烏帽子岳 (佐世保市)からのVHF波が届くエリアもあり、テレビ放送開始初期はこちらにアンテナを向けていたエリアもあったようだが、アナログ放送終了やケーブルテレビの普及による福岡波視聴習慣の定着もあって需要は減っており、テレビ九州も長崎放送の再送信を取り止めた。
ラジオについては、FMは八幡岳親局からの放送を直接受信。AMは鍋島ラジオ放送所など周辺各地からの放送を受信する。

## 健康・福祉

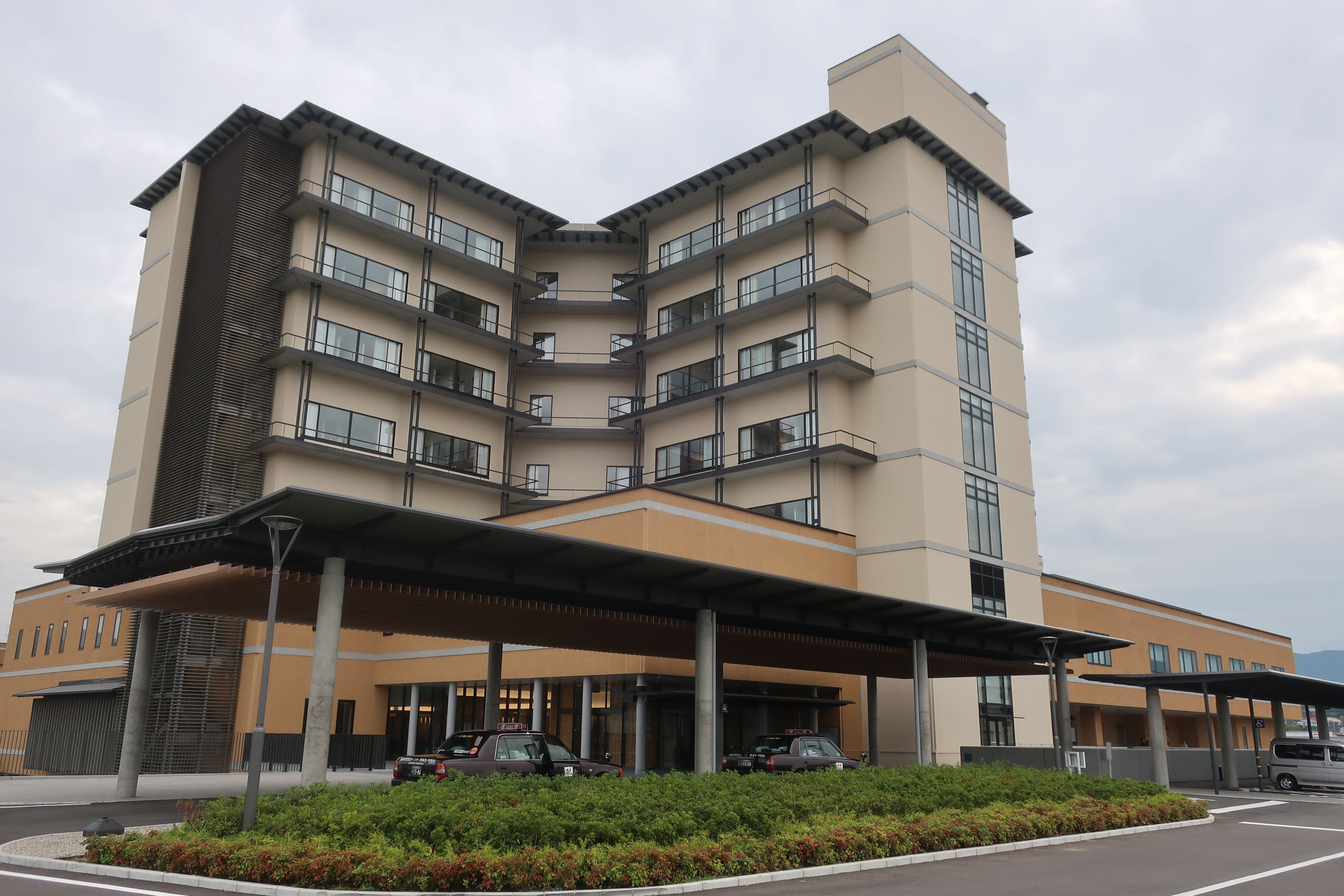
嬉野医療センター

統計はすべて2010年10月1日の国勢調査のもの。
- 平均年齢 ： 47.89歳
  - 年少人口(0 - 14)割合：13.31 %
  - 生産年齢人口(15 - 64)割合：69.08 %
  - 老年人口(65 - )割合：27.01 %

### 病院
- 国立病院機構嬉野医療センター
- 嬉野温泉病院

## 教育

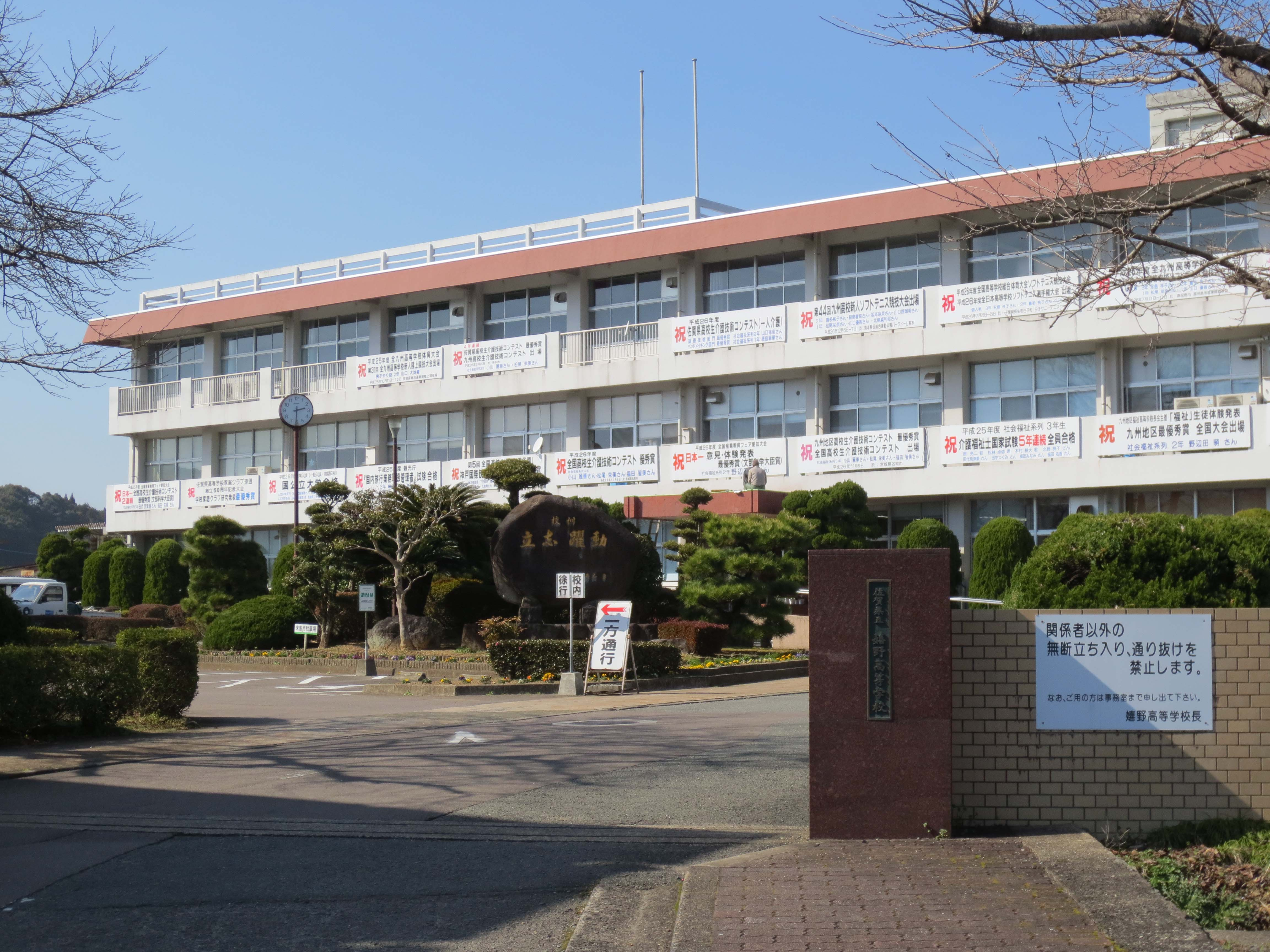
嬉野高等学校嬉野校舎

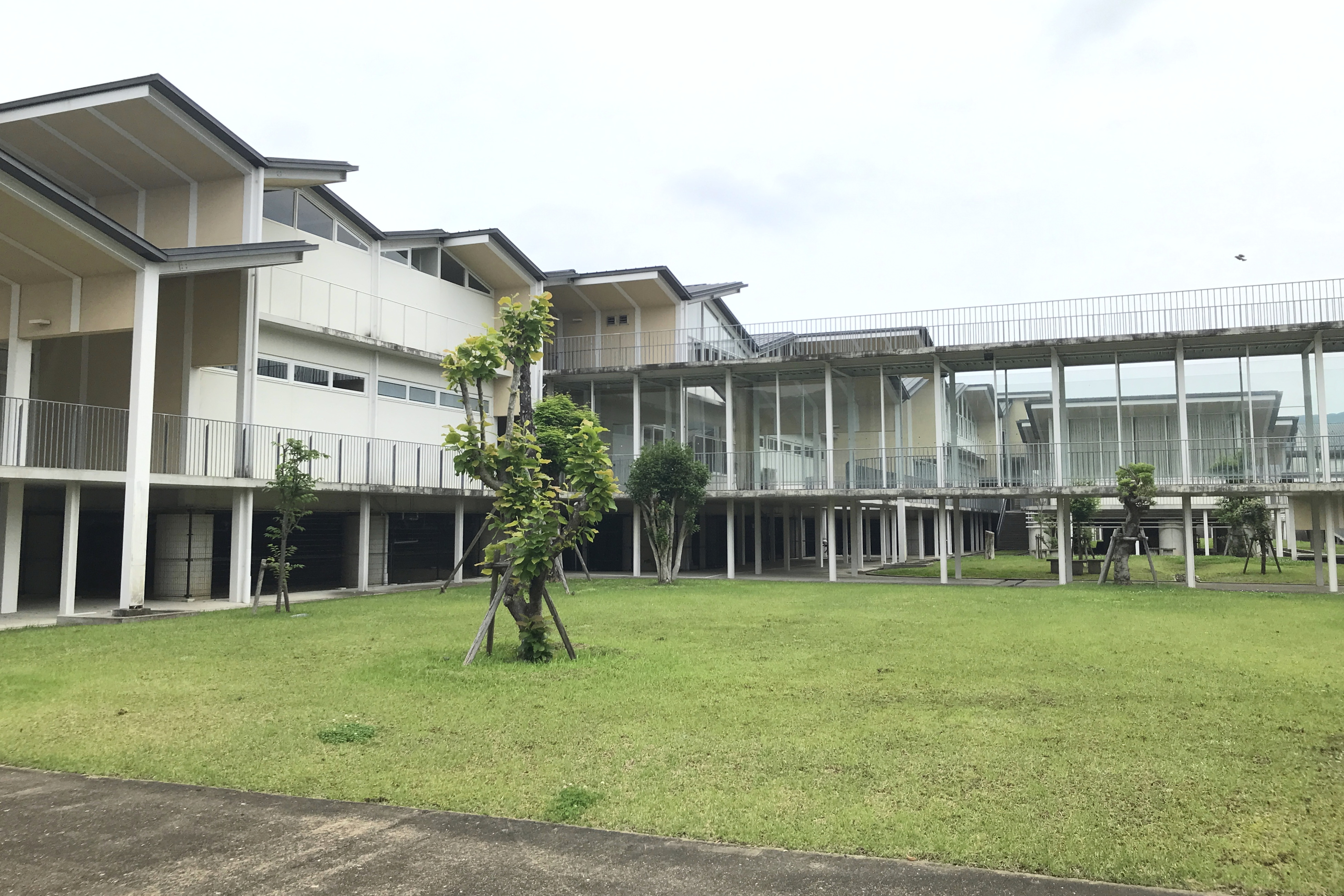
市立塩田中学校

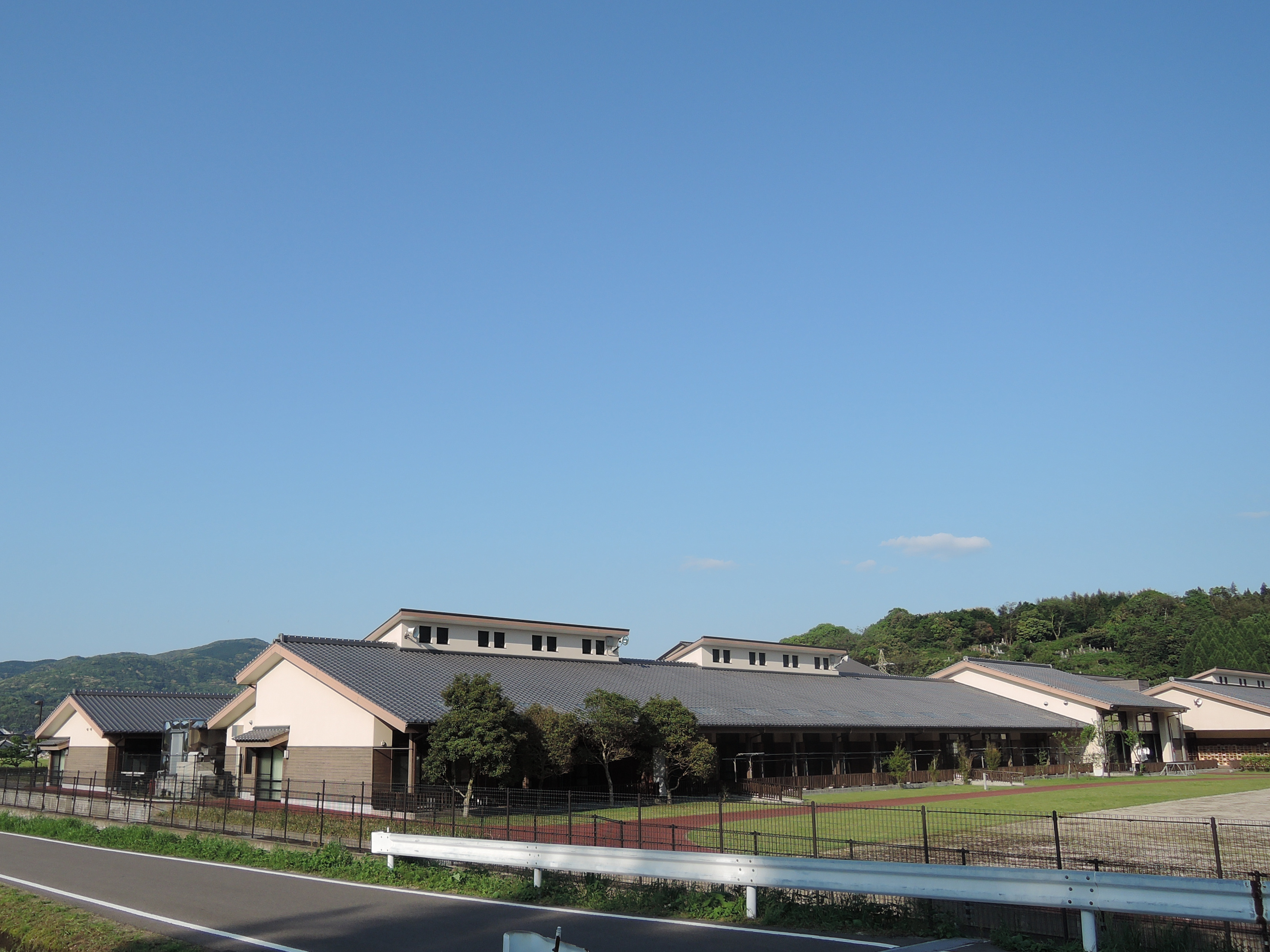
うれしの特別支援学校

### 高等学校
- 佐賀県立嬉野高等学校 - 嬉野校舎（総合学科キャンパス）および塩田校舎（工業科キャンパス）

### 中学校
- 市立
  - 嬉野中学校
  - 大野原中学校
  - 塩田中学校
  - 吉田中学校

### 小学校
- 市立
  - 嬉野小学校
  - 轟小学校
  - 大野原小学校
  - 吉田小学校
  - 大草野小学校
  - 塩田小学校
  - 五町田小学校
    - 谷所分校

  - 久間小学校

### 幼稚園
- 私立
  - 嬉野幼稚園
  - 和光幼稚園
  - 塩田幼稚園

### 保育所
- 市立
  - 嬉野保育所
- 私立
  - 下宿保育園
  - 井手川内保育園
  - 岩屋保育園
  - 吉田保育園
  - たちばな保育園
  - ルンビニ保育園
  - みのり保育園
  - 本応寺保育園
  - 久間子守保育園

### 特別支援学校
- 佐賀県立うれしの特別支援学校

## 交通

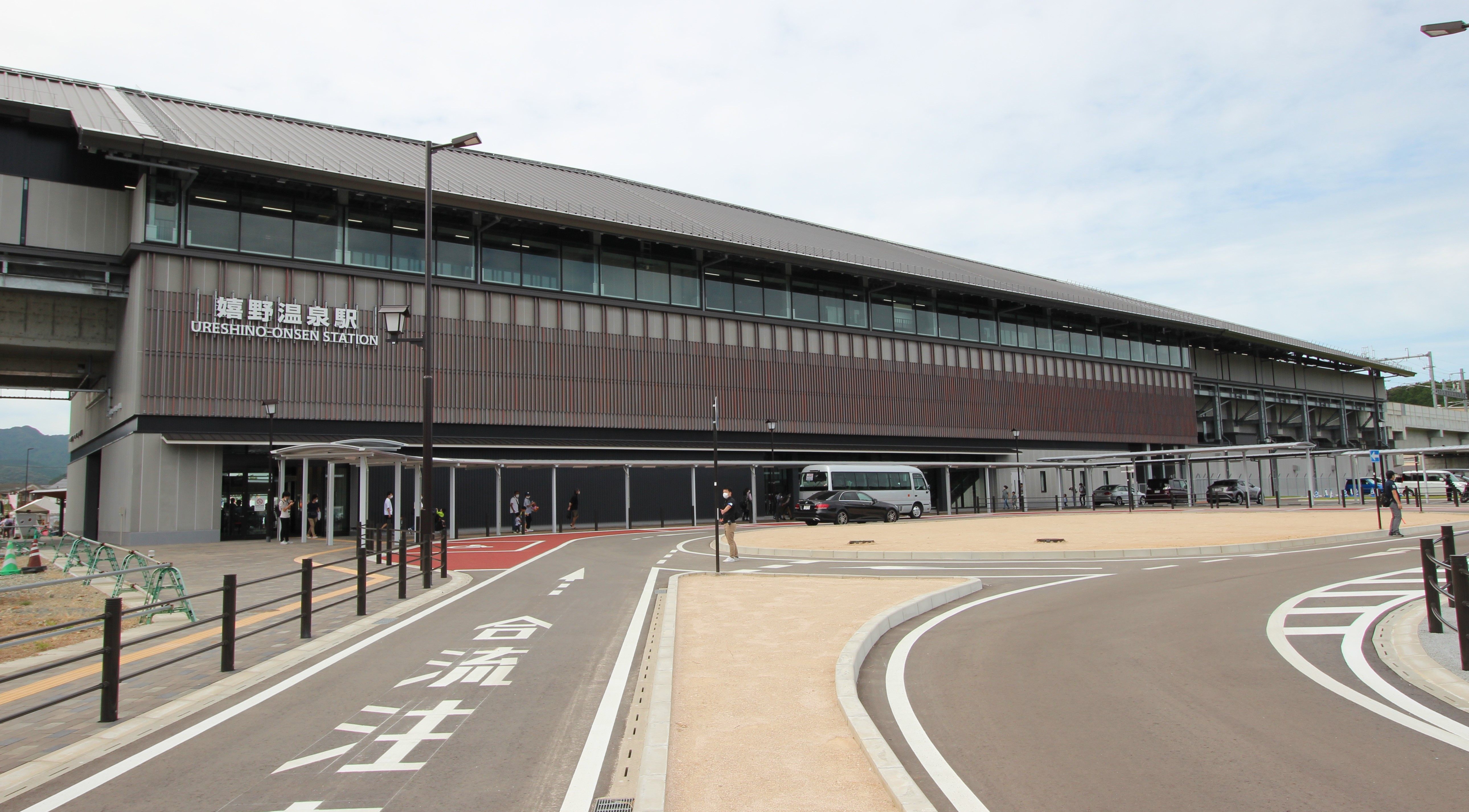
嬉野温泉駅

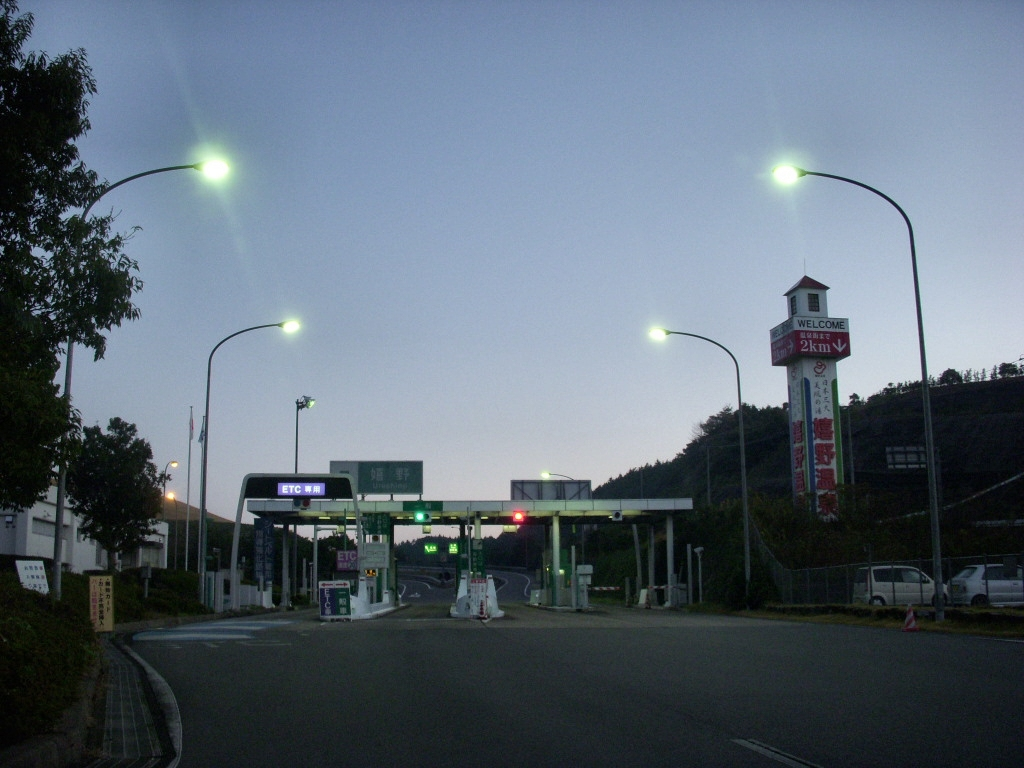
嬉野インターチェンジ

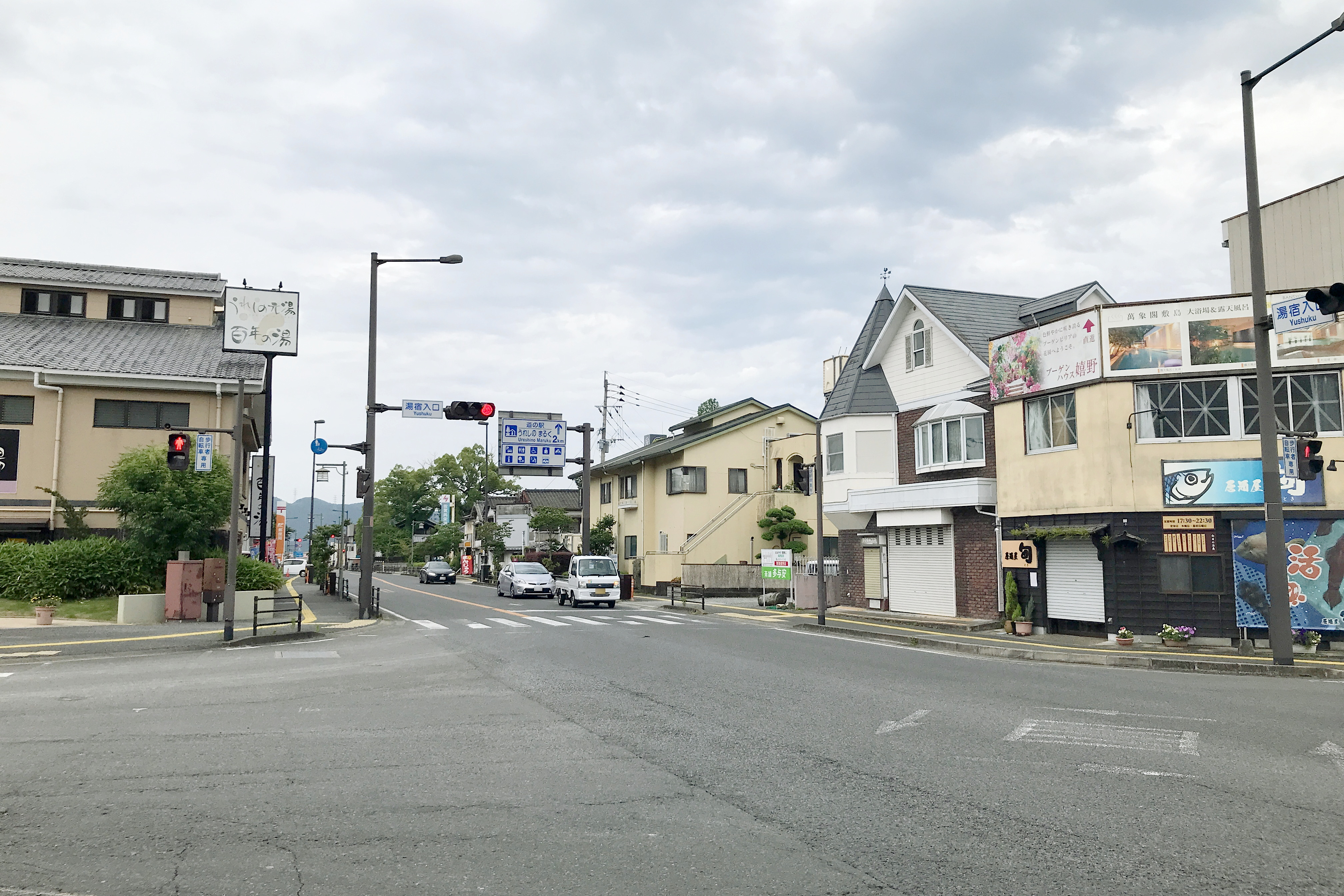
国道34号湯宿入口交差点

- 最寄り空港は佐賀空港または長崎空港。

### 鉄道
九州旅客鉄道（JR九州）
- ■西九州新幹線
  - 嬉野温泉駅

明治末期から昭和戦前期にかけては路面電車の肥前電気鉄道や軽便鉄道の祐徳軌道が嬉野町・塩田町町内を通っていたが、いずれも1931年（昭和6年）に廃止された。以来、両町内に鉄道はなく、嬉野市となってからも市内には長らく鉄道路線が存在しなかったが、2022年（令和4年）9月23日の西九州新幹線開業に伴い嬉野温泉駅が設置された。嬉野市内を鉄道路線が通るのは91年ぶりであり、史上初のJR鉄道駅となる。駅は旧嬉野町市街地の東端にあり、嬉野温泉街からは約1 km離れている。
嬉野温泉駅は西九州新幹線の単独駅であり、在来線は市内には通っていない。近隣の各路線へは長崎本線の肥前鹿島駅（鹿島市）、佐世保線の武雄温泉駅（武雄市）、大村線の彼杵駅（長崎県東彼杵郡東彼杵町）がそれぞれ最寄り駅となる。
なお、新幹線の駅があり在来線（JRグループの在来線・第三セクターに転換された新幹線並行在来線）の駅が全くない市町村は、当市と青森県上北郡七戸町（東北新幹線七戸十和田駅）のみである。

### バス
以下の各社が運行している。なお「嬉野バスセンター」は旧嬉野町中心部、「嬉野市役所塩田庁舎前」は旧塩田町中心部にある。
- JR九州バス（嬉野線）：武雄市（武雄温泉駅ほか）と嬉野バスセンターおよび嬉野バスセンターと彼杵町（彼杵駅）を結ぶ本線と、嬉野市内の嬉野バスセンター - 牛の岳間の支線を運行する。
- 祐徳自動車：嬉野バスセンター・嬉野市役所塩田庁舎前と武雄市・鹿島市を結ぶ複数の路線を運行する。旧塩田町域の路線バスは祐徳バスのみである。
- 西肥自動車：嬉野バスセンターと波佐見町・佐世保市を結ぶ路線を運行する。
- 九州急行バス：福岡市と長崎市を結ぶ高速バス「九州号」を運行しており一部の便が嬉野市内に停車する。嬉野市内で嬉野ICのみ停車する便と、嬉野ICと嬉野バスセンターの双方に停車する便がある。

### 乗合タクシー
- 嬉野市のりあいタクシー

### 道路

#### 高速道路
- E34 長崎自動車道
  - 7 嬉野IC（バス停留所併設）

#### 一般国道
- 国道34号
- 国道498号

#### 県道
主要地方道
- 長崎県道・佐賀県道1号佐世保嬉野線
- 長崎県道・佐賀県道6号大村嬉野線
- 佐賀県道28号嬉野塩田線
- 佐賀県道41号鹿島嬉野線
- 佐賀県道45号嬉野山内線

#### 道の駅
- うれしの まるく

## 文化施設

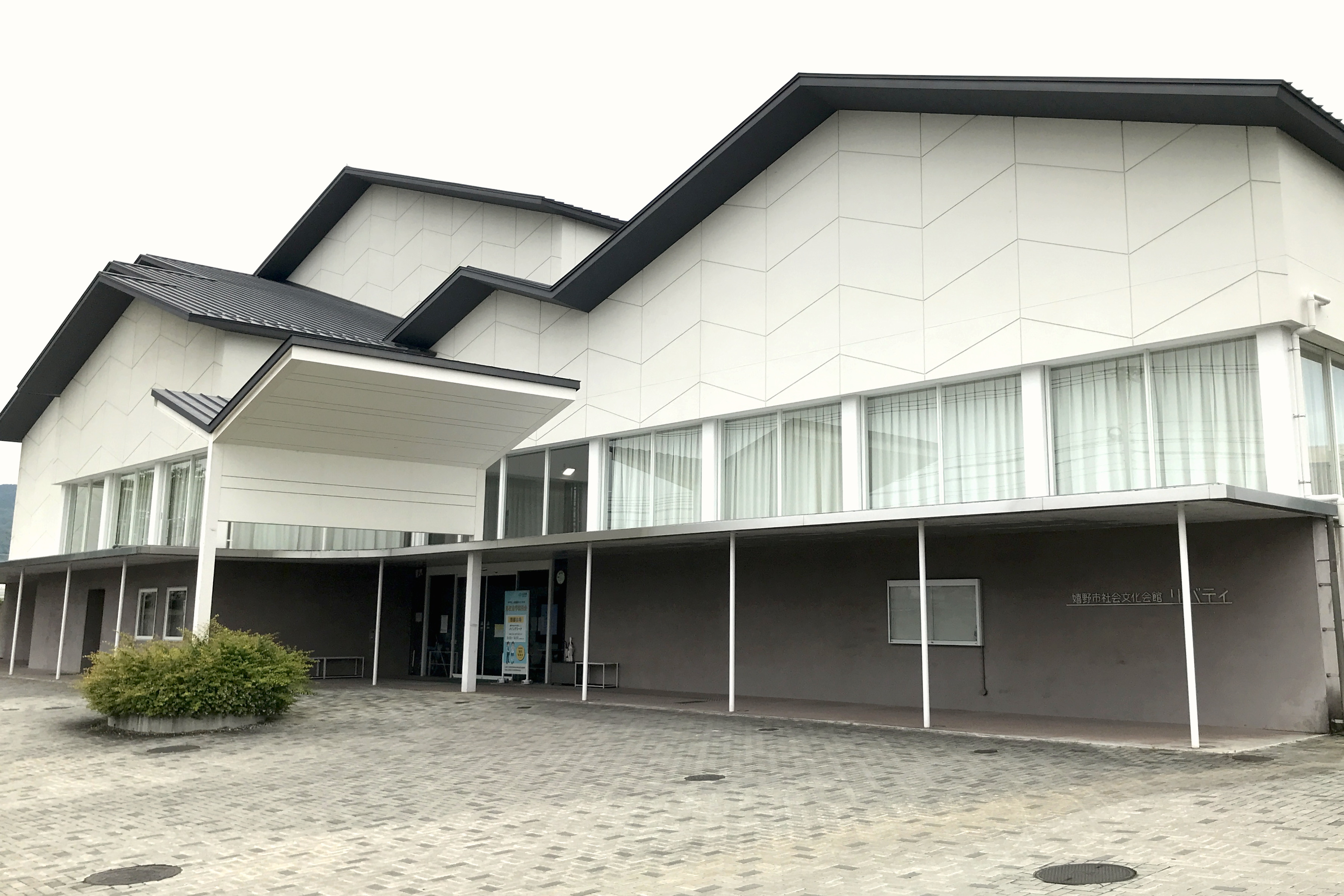
嬉野市社会文化会館

- 嬉野市文化センター・嬉野図書館
- 嬉野市公会堂
- 肥前吉田焼窯元会館
- 塩田図書館・歴史民俗資料館
- 嬉野市社会文化会館（リバティ）
- 志田焼の里博物館

## スポーツ施設

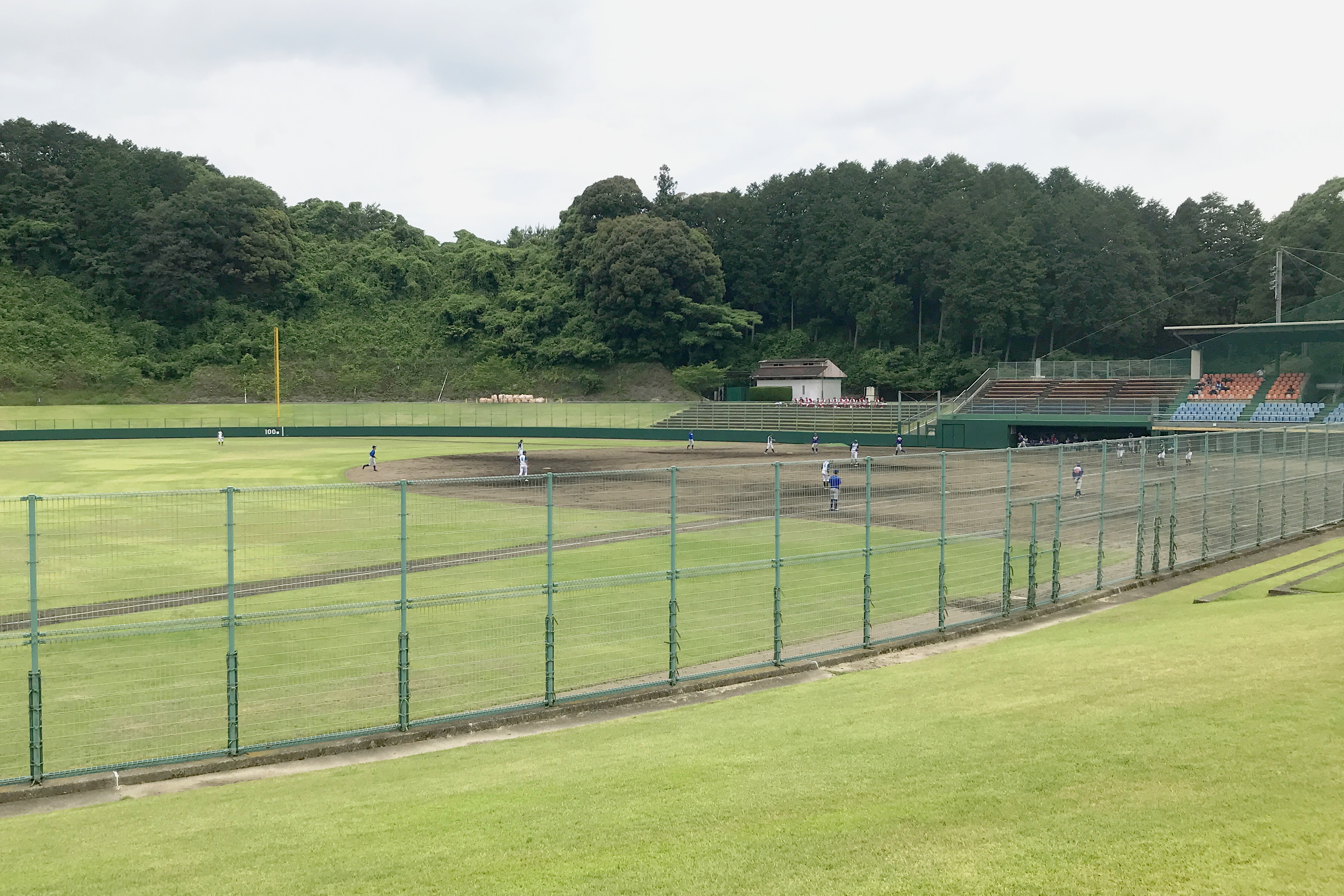
みゆき球場

- 嬉野総合運動公園（みゆき公園）
  - 嬉野総合運動公園野球場（みゆき球場）
- 嬉野市中央体育館（U-Spo）
- 嬉野社会体育館
- 北部公園野球場

## 特産品

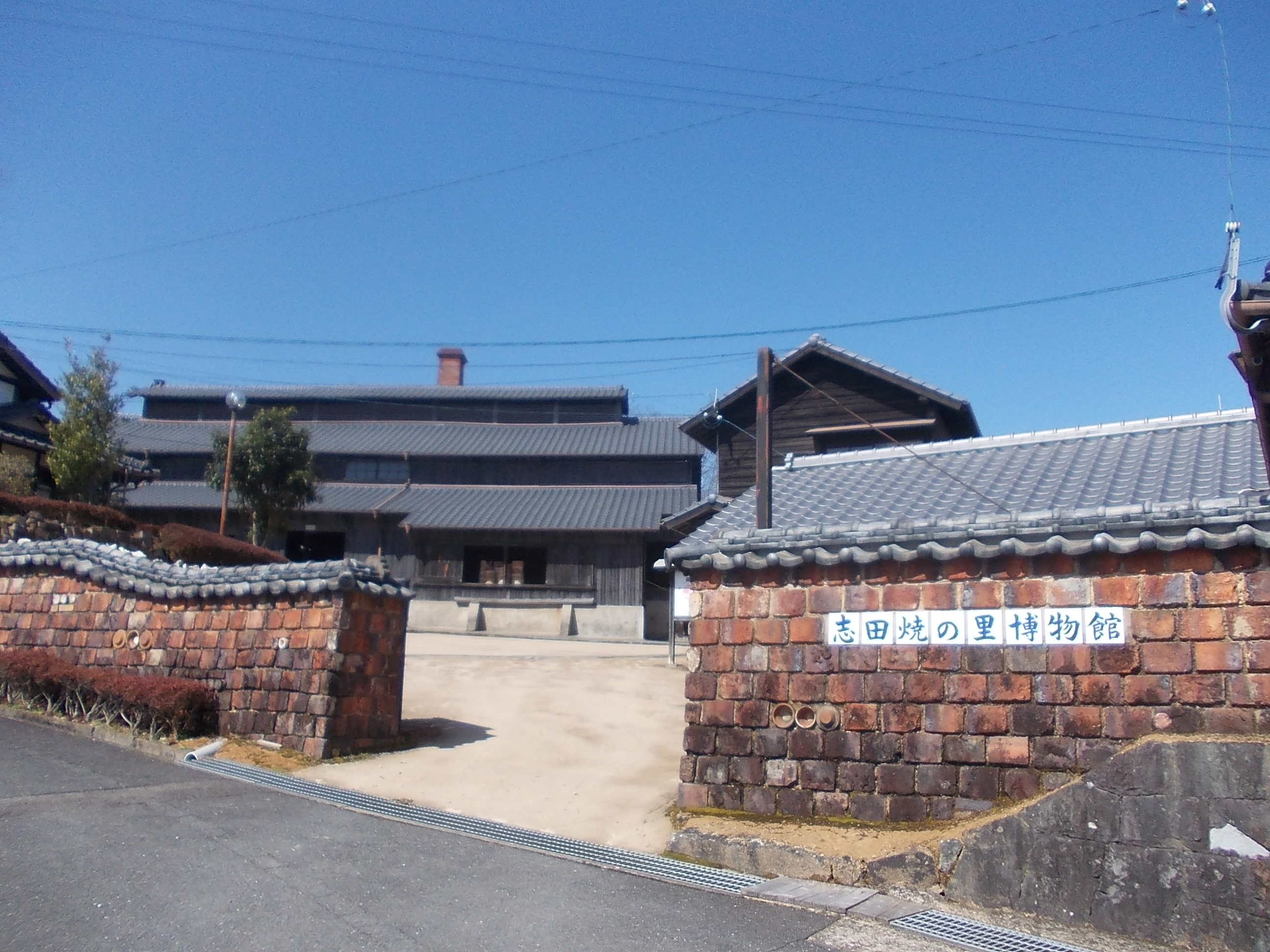
志田焼の里博物館

茶
嬉野での茶の栽培は吉村新兵衛が江戸時代慶安年間に始めたとされ、茶業発祥の地不動山地区には、国の天然記念物に指定された樹齢300年を越える嬉野の大チャノキ（大茶樹）がある。「嬉野茶」として知られており、近年では伝統的な「釜煎り茶」の技術も復活された。
温泉湯どうふ
湯豆腐の一種であるが、水ではなく温泉水で特製の豆腐をゆでたものである。温泉水に含有される成分が作用し豆腐がとろりと溶け、湯が白濁した頃に薬味を入れて味わう。「豊玉姫神社」の近くにある「宗庵よこ長」で考案された。町内の多くの温泉旅館・飲食店で味わえる。漫画『美味しんぼ』でも紹介された。
陶磁器
江戸時代に鍋島藩主の奨励により、1650年～1660年代に嬉野町吉田・皿屋地区で「肥前吉田焼」が興隆した。2007年（平成19年）現在では主に有田系の磁器が皿屋地区で生産されている。また1700年（元禄13年）前後には塩田町で志田焼の生産が開始され、大正から昭和にかけて大量の磁器が工業生産された。1984年（昭和59年）に志田焼最後の工場(志田陶磁器株式会社の生産部門)が閉鎖され生産も停止されたが、この工場は後に同社より塩田町(現嬉野市)へ寄贈され、志田焼の里博物館として整備された。また、窯業遺跡の一部になっている。陶磁器の原材料となる天草陶石は、有明海の川港である塩田津地区で荷揚げされた。塩田津は現在、伝統的建造物群保存地区になっている。
- 米
- 麦
- いちご
- きゅうり
- 小ねぎ
- ニガウリ
- インゲン
- 花苗

## 名所・旧跡・観光スポット・祭事・催事

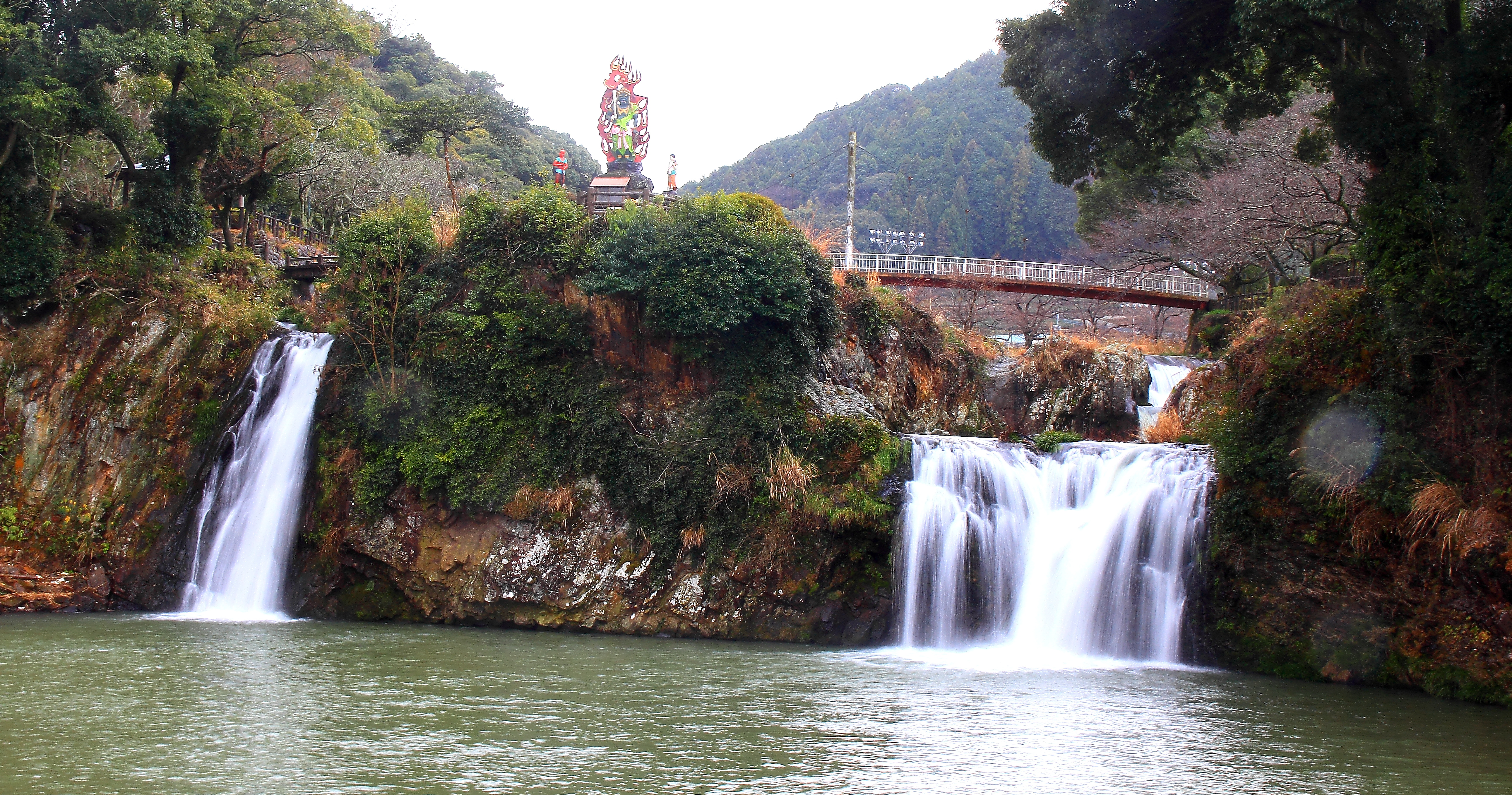
轟の滝

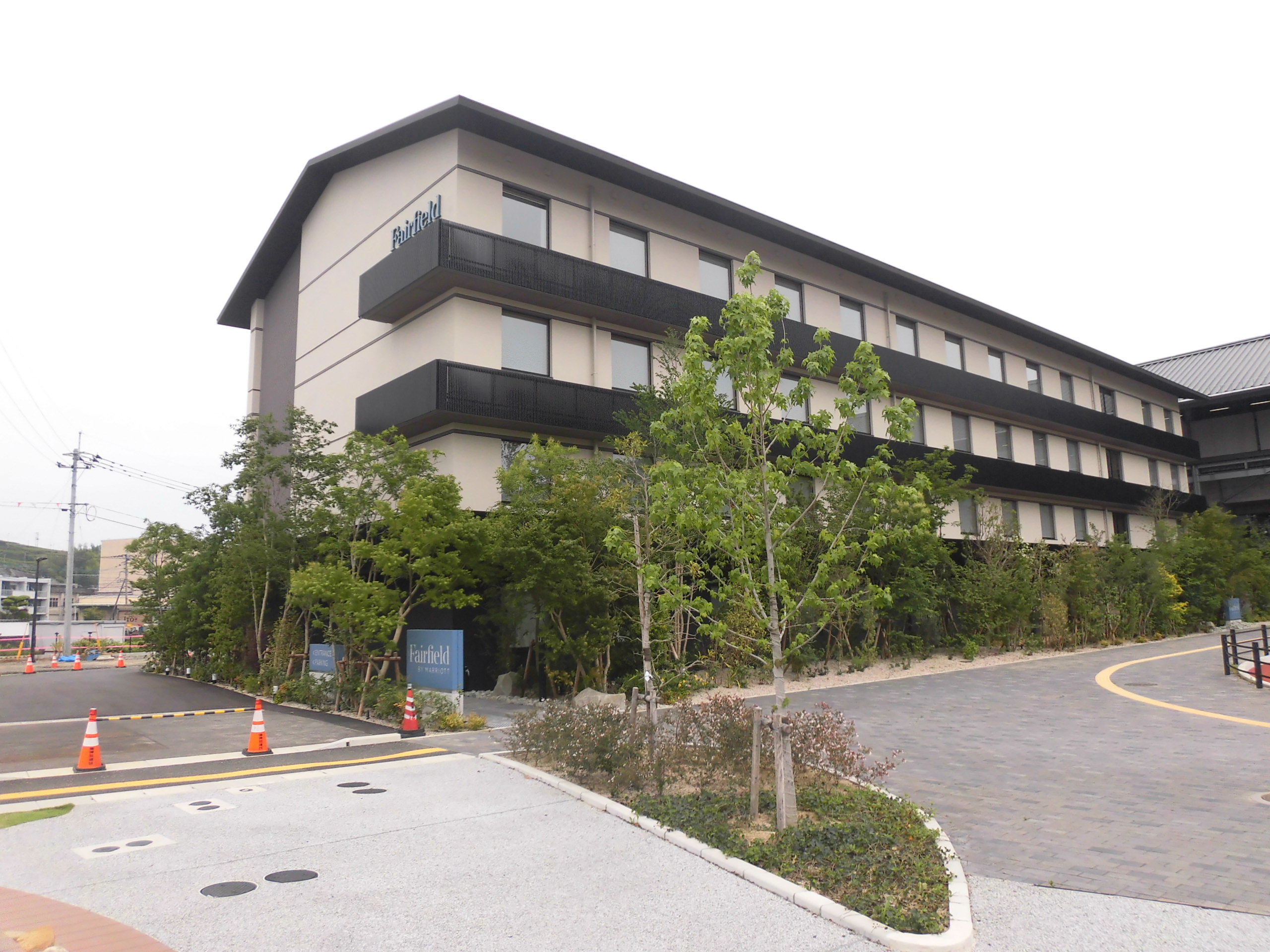
フェアフィールド・バイ・マリオット・佐賀嬉野温泉

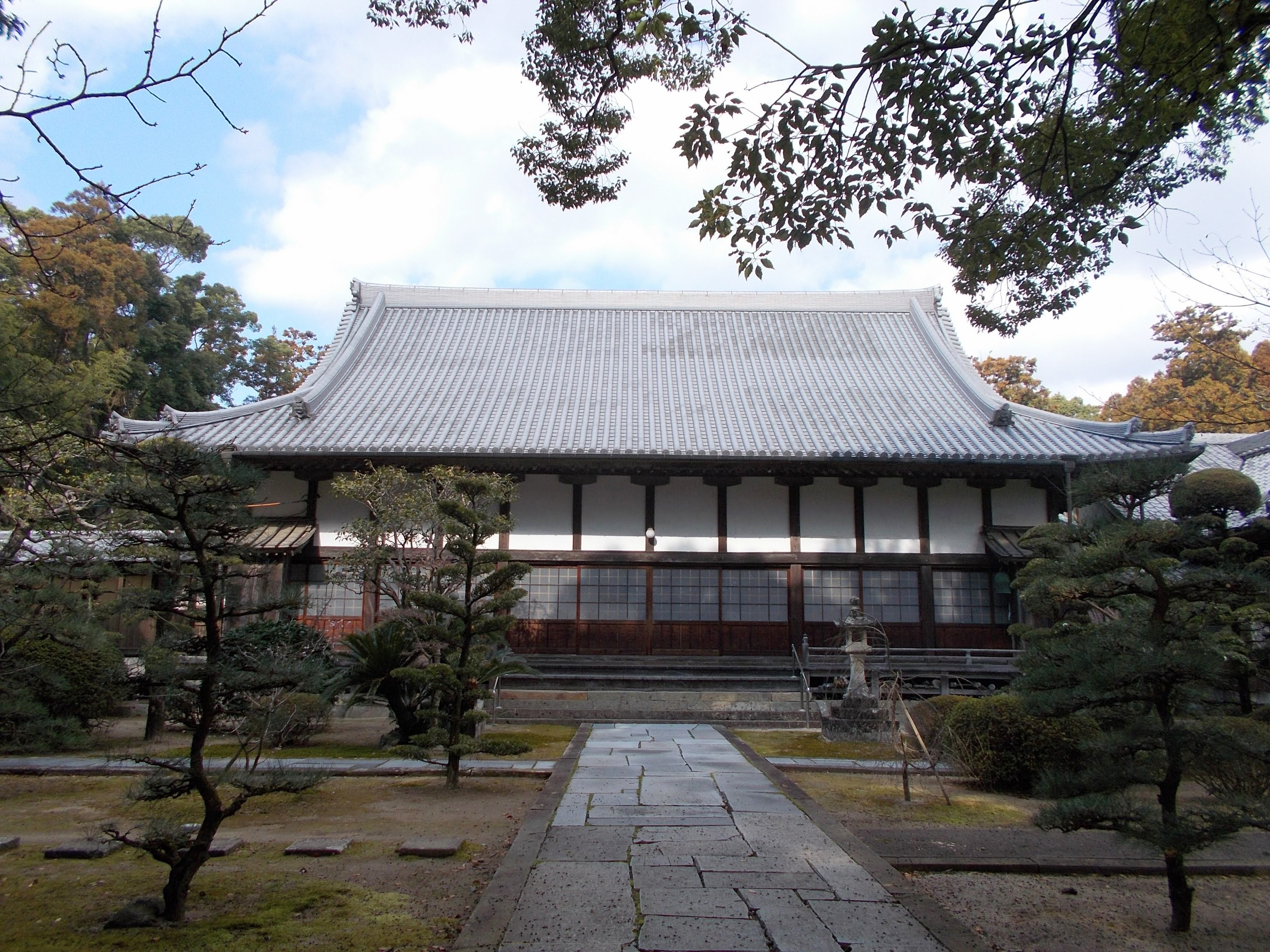
瑞光寺

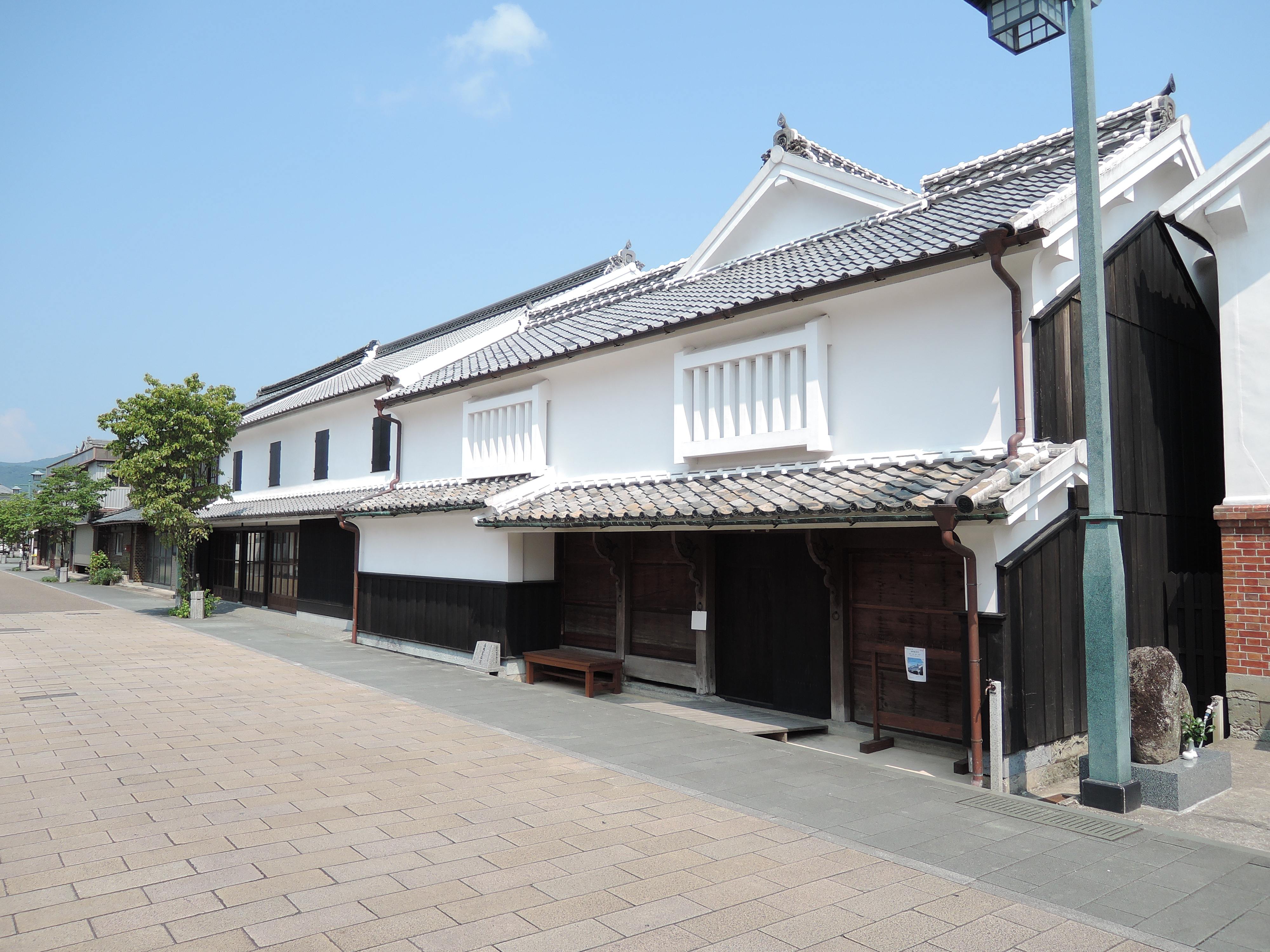
西岡家住宅

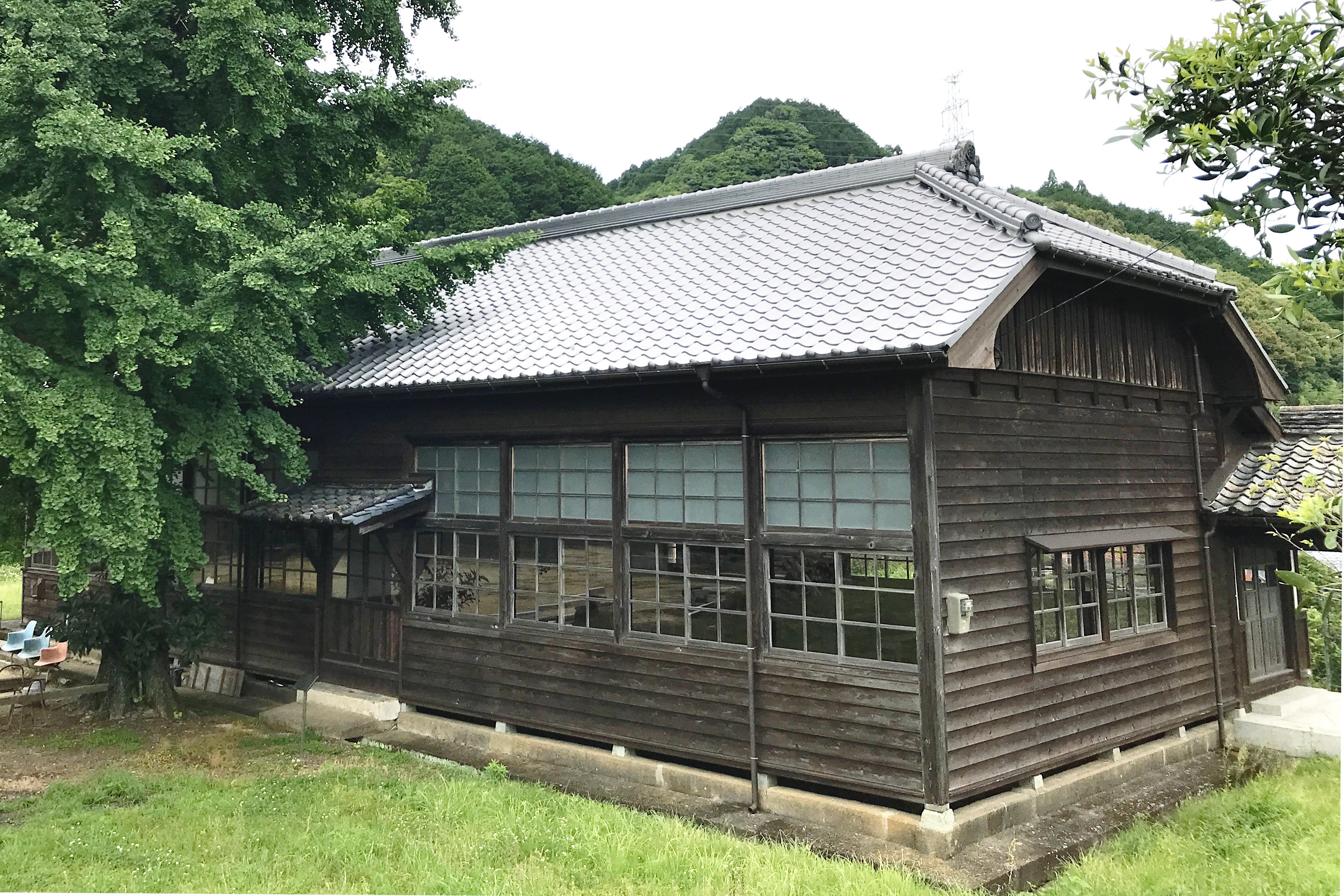
旧美野分教場

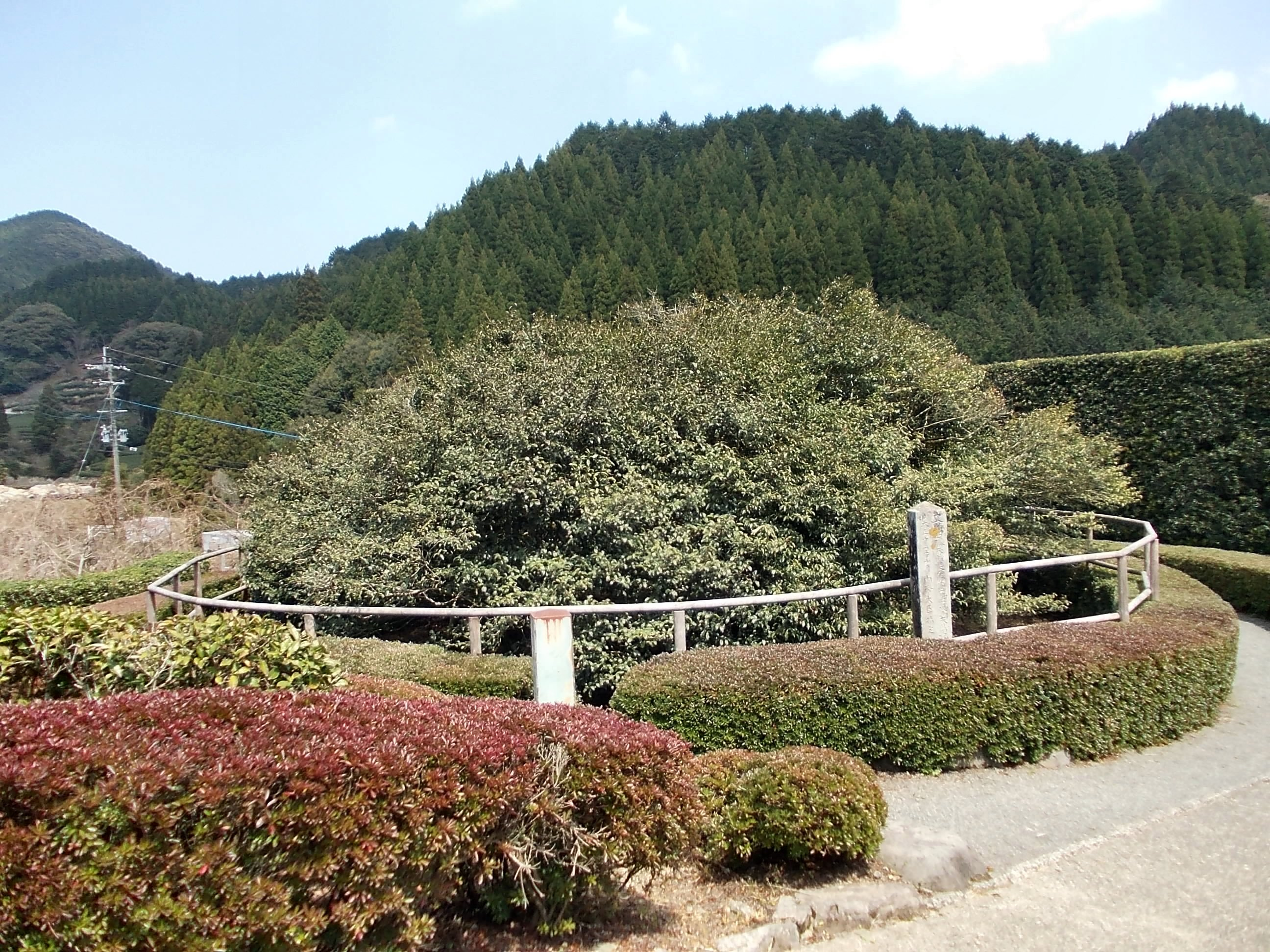
嬉野の大チャノキ

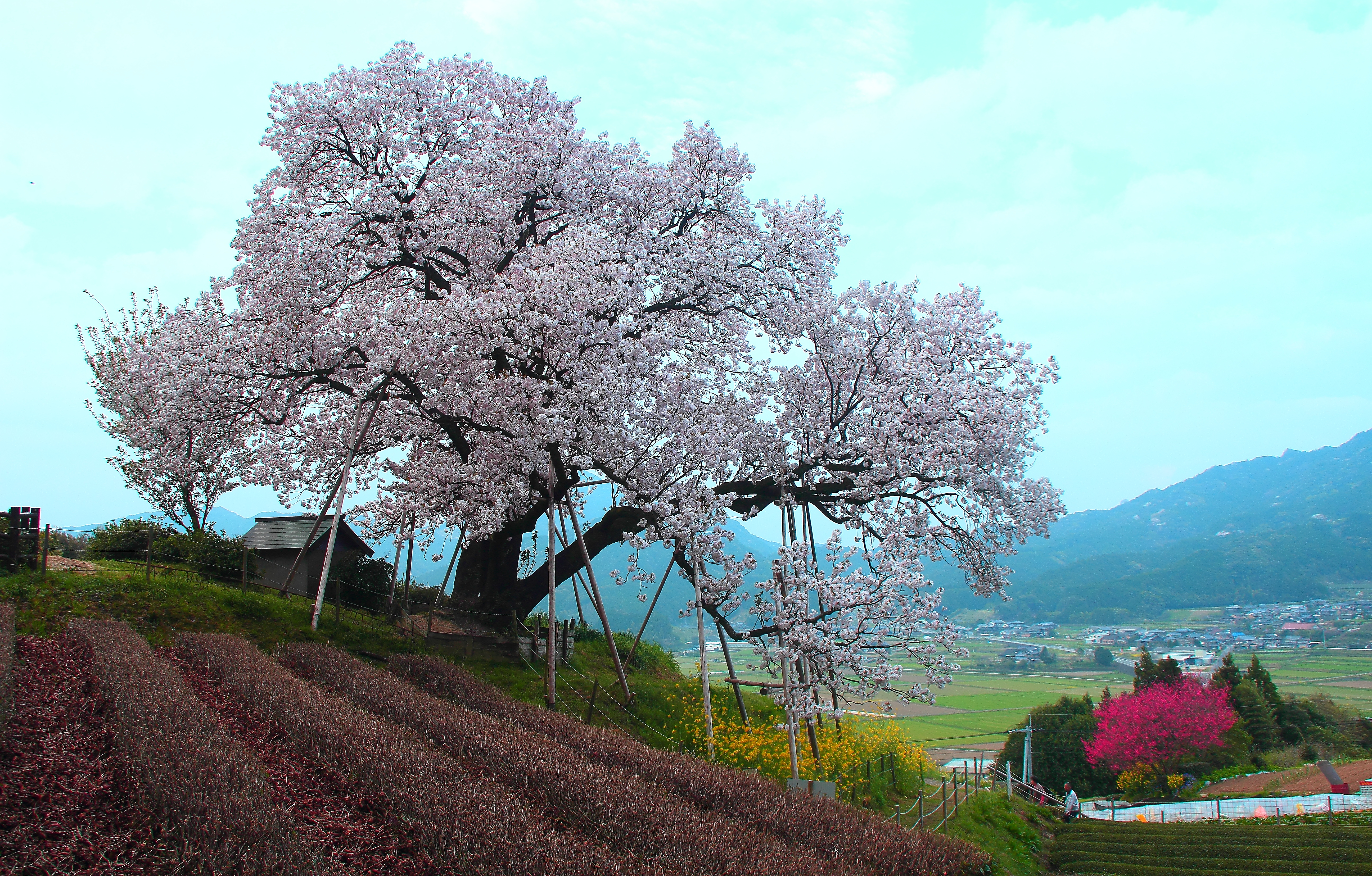
吉田の百年桜

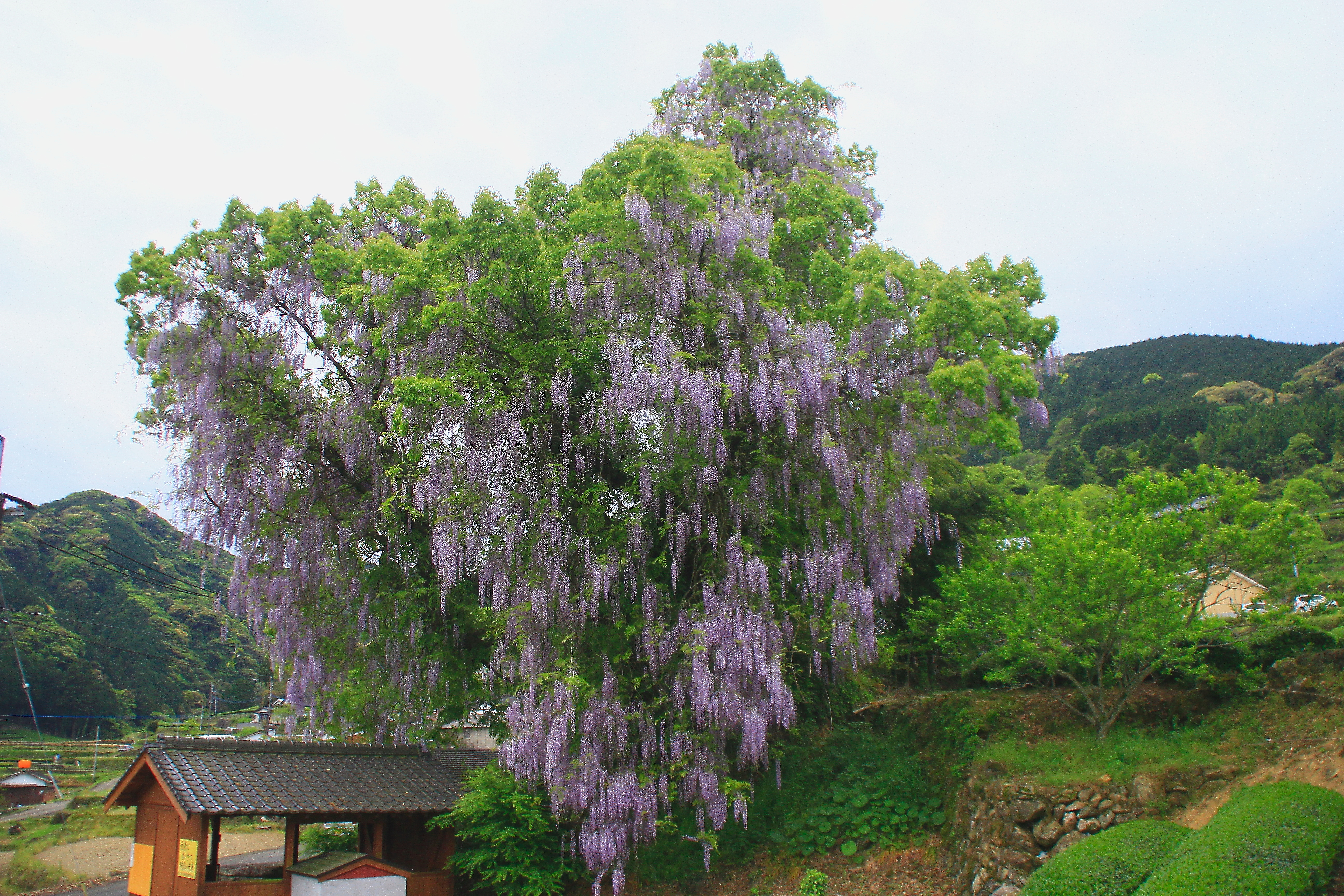
吉田西川内のしだれ大藤

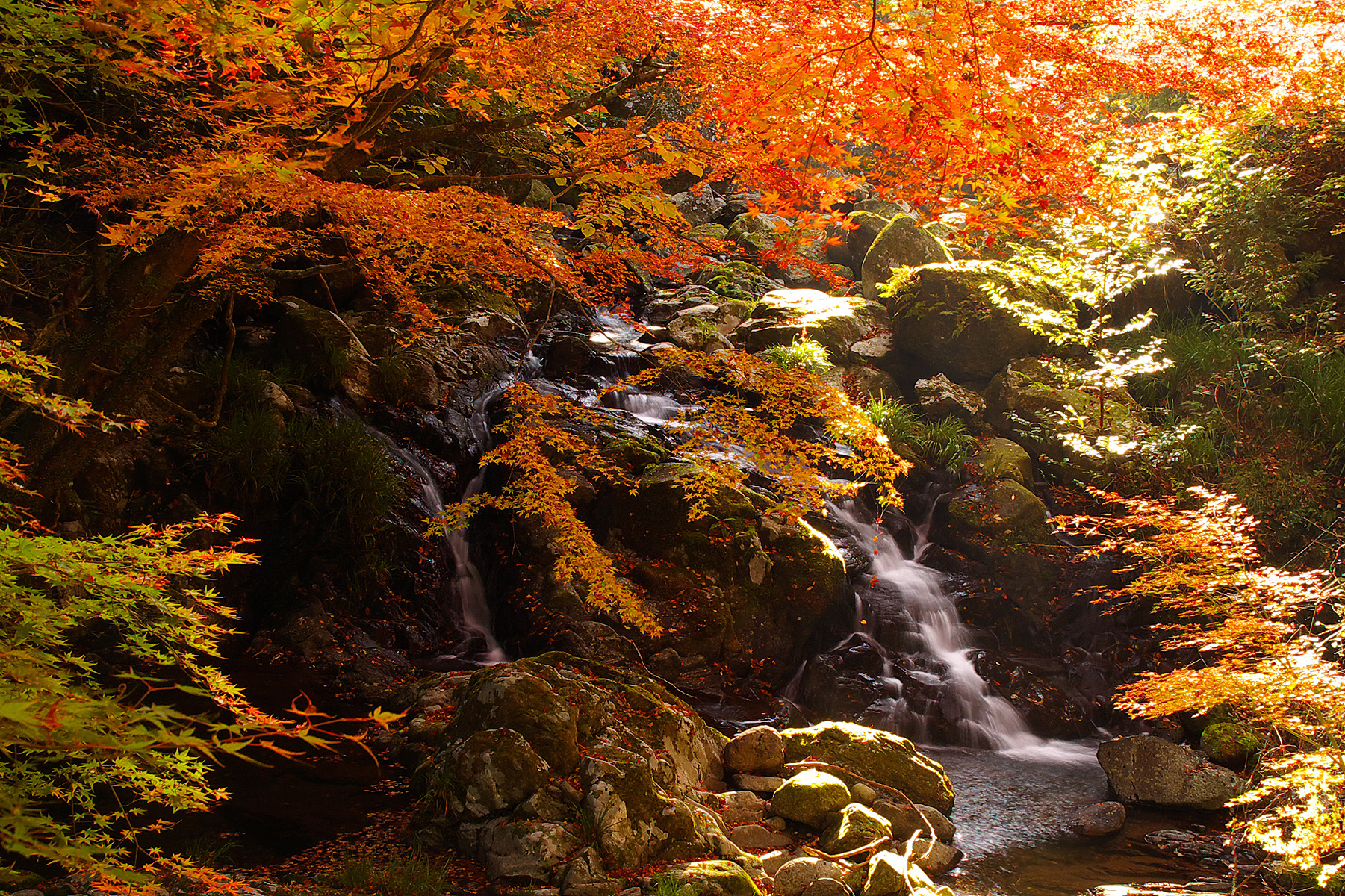
春日渓谷

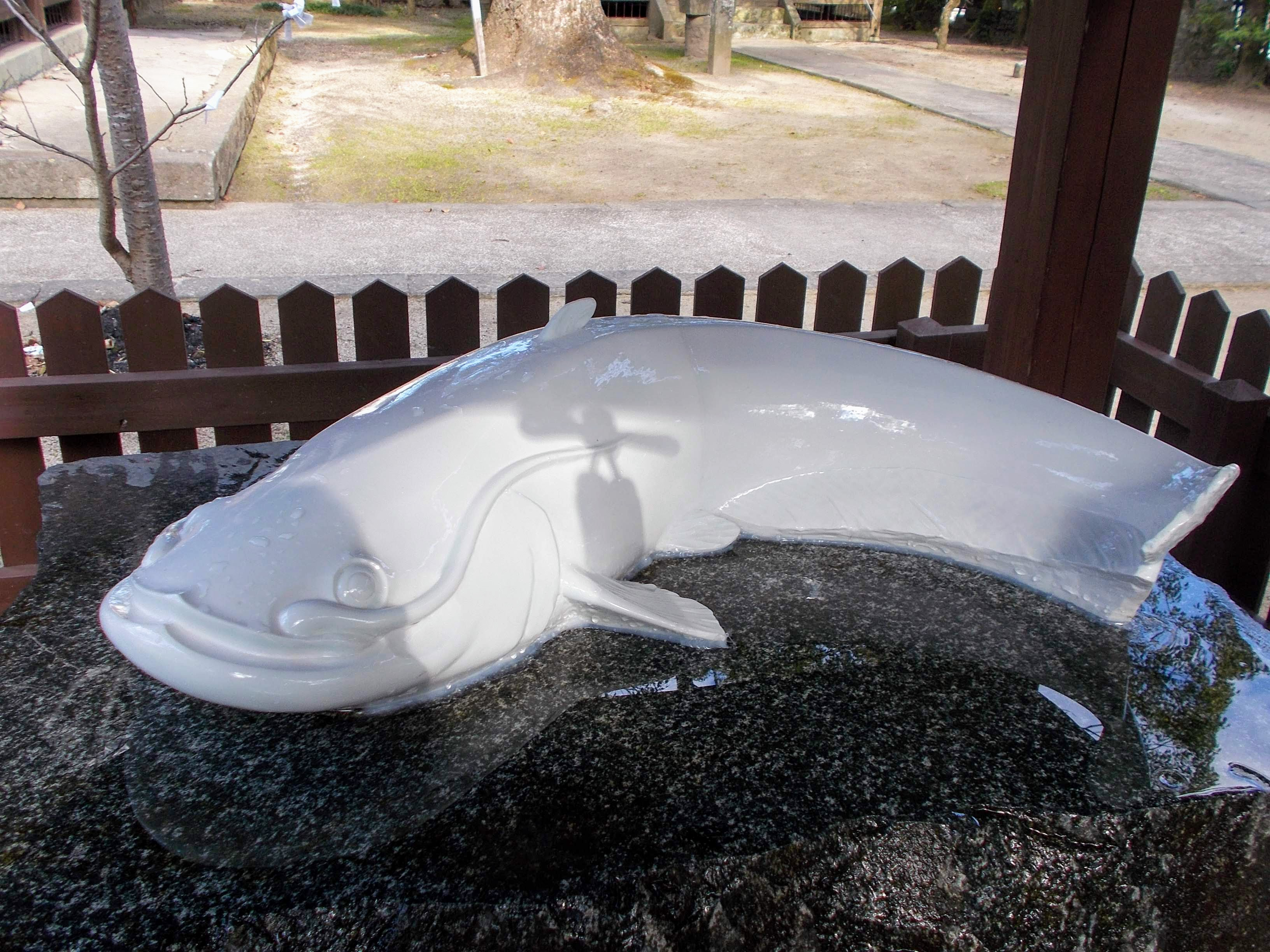
豊玉姫神社の白ナマズ像

### 名所・旧跡等・観光スポット
- 嬉野温泉
  - シーボルトの湯
  - シーボルトの足湯
- 塩田津（重要伝統的建造物群保存地区）
  - 長崎街道の宿場町として発展した塩田宿を後世に残すための保存運動が行われ、2005年（平成17年）に嬉野市塩田町の川港および周辺の町家群が重要伝統的建造物群保存地区として選定された[13]。2020年、日本遺産認定[14]。
  - 西岡家住宅（国指定重要文化財）
  - 杉光陶器店 主屋・一の蔵・二の蔵・三の蔵（国登録有形文化財）
  - 旧下村家住宅（市指定有形文化財）
  - 本應寺石造仁王像（市指定有形文化財）
  - 常在寺石造仁王像（市指定有形文化財）
- 立岩展望台
- 肥前夢街道
- ブーゲンハウス嬉野
- 特産品直売所 みゆきの里
- 特産品直売 吉田まんぞく館
- 肥前吉田焼窯元会館
- 瑞光寺
- 轟の滝
- 斎藤茂吉の歌碑
- 嬉野の大チャノキ(国指定天然記念物)
- 和泉式部公園
- 特産品販売所 和泉式部の里
- 鍋野手すき和紙工房
- 志田焼の里博物館(近代化産業遺産)
- 志田焼資料館(近代化産業遺産)
- 吉田（納戸料）の百年桜（市指定天然記念物）
- 吉田西川内のしだれ大藤
- 俵坂番所跡
- 豊玉姫神社

### 文化財
（上記以外のもの）
- 木造不動明王及二童子像（永寿寺、国指定重要文化財）
- 不動山窯跡（国指定史跡・肥前磁器窯跡のひとつ）
- 石造眼鏡橋（谷所の八天神社、県指定重要文化財）
- 木造神像及び仏像（両岩神社、県指定重要文化財）
- 唐泉山の椎の天然林（県指定天然記念物）
- 両岩の小浮立（県選定重要無形文化財）
- 香月家住宅主屋（登録有形文化財）
- 池田家住宅 主屋・座蔵・石垣（登録有形文化財）
- 鍋野のなんかけ橋（市指定有形文化財）
- 瀬頭酒造（佐賀県遺産）
- 旧美野分教場（佐賀県遺産）

### 行事
- 嬉野温泉健康ロードレース大会（1月）
- うれしのあったかまつり（2月上旬）
- うれしの茶ミット（4月上旬）
- 吉田おやまさん陶器まつり（4月上旬）
- さくらロードウォークラリー
- お山さん祭り日（4月5日）
- 嬉野温泉 土曜風鈴夜市　（7月の第3・第4土曜日、8月第1土曜日）
- うれしカーニバル（8月）
- 嬉野温泉夏まつり（8月11日）
- 納涼盆踊り大会
- ほっとマンマ・イン嬉野
- 嬉野温泉 秋まつり
- 嬉野温泉 湯どうふフェスタ
- 丹生神社例祭（塩田くんち）（11月2日 - 11月3日）
- 八幡宮例祭（11月3日）
- 八天神社例大祭（12月二番目の未の日）

### 伝統工芸
- 鍋野和紙 - 嬉野市塩田町鍋野地区で生産される和紙[16][17]

## 嬉野市出身・ゆかりの著名人
★は故人
- 前田伸右衛門（蓮池藩の治水の神様）★
- 大川内傳七（海軍軍人）★
- 小原嘉登次（元佐賀県議会議長）★
- 古川泰龍（僧侶）★
- 森正洋（陶磁器デザイナー）★
- 岩永雅也（教育社会学者）
- 岡ゆう子（演歌歌手）
- 大串章（俳人）
- 小原健史（実業家）
- 市丸博司（競馬評論家）
- 佐賀昇博（相撲）
- 前田珠子（作家）
- クリスティー・ヤマグチ（フィギュアスケート選手 - 父方の祖父が旧西嬉野村からアメリカ合衆国カリフォルニア州に移民）[18]
- 西原玲奈（競馬）
- 山口智美（タレント・モデル）
- 一ノ瀬ワタル（俳優）
- 三根梓(女優・ファッションモデル)
- 剣源蔵（空中りんご赤道斬りギネスホルダー）
- 岸川美好（演歌歌手）
- 金原亭駒三（落語家）
- 輪内遼（考古学者 - 滋賀県の遺跡で日本初の発見）[19]
- 貞包里穂（バレーボール選手 - ヴィクトリーナ姫路）
- 荒木眞衣子（テーブルコーディネーター・フードスタイリスト・司会・歌手 ）
- 林幸多郎（プロサッカー選手 - 横浜FC）
- 吉田ゆかり（航空自衛官）